# Линейни крайцери тип „Ринаун“
Ринаун (на английски: Renown) са тип линейни крайцери на Британския Кралски флот, от времето на Първата световна война. Всичко от проекта са построени два кораба: „Ринаун“ (HMS Renown) и „Рипалс“ (HMS Repulse). В сравнение с предшествениците си, линейните крайцери от типа „Лайън“, „Куин Мери“ и „Тайгър“, имат по-мощно въоръжение от 381-мм оръдия и по-висока скорост на хода, обаче са по-слабо бронирани.
Двата кораба влизат в строй преди края на Първата световна война и не успяват да участват в основните ѝ сражения (с изключение на Второто сражение в Хелголандския залив през 1917 г., в която взема ограничено участие „Рипалс“). За разлика от предходните типове линейни крайцери, според условията на Вашингтонския морски договор двата кораба не са пуснати за скрап и след ред модернизации участват във Втората световна война. „Рипалс“ е потопен от японската авиация на 10 декември 1941 г. заедно с новия линкор „Принс оф Уелс“ (HMS Prince of Wales (53)). „Ринаун“ служи през цялата война и през 1948 г. е предаден за скрап.

## История на проекта
През октомври 1914 г. адмирал Джон Фишър отново заема поста на Първи морски лорд. Благодарение на своите организаторски способности Фишър започва да реализира мащабна програма за строителство на кораби: разрушители, подводни лодки, патрулни съдове и съдове за осигуряване на десантни операции. Той избягва обичайните бюрократични процедури, пряко работейки с проектанти, корабостроителници и подизпълнители. Системата на взаимоотношенията е основана на взаимното доверие – работите могат да започнат още преди сключването на контрактите.
Фишър не забравя и за своето любимо отроче – линейните крайцери. Вижданията му за тях не са се променили. Още през 1912 г. в писмо до Уинстън Чърчил Фишър настоява за необходимостта да се строят капитални кораби със скорост от 30 възела. Той смята, че преимуществото в скоростта, заедно с мощното въоръжение, дават тактически и стратегически преимущества, за това изисква постигането им на всяка цена, даже за сметка на радикално влошаване на защитеността на корабите. Тази слабост на Фишър към линейните крайцери е позната на Чърчил, но той се отнася към идеята да се строят слабо защитени капитални кораби доста хладно. Във времето след оттеглянето на Фишър той настоява за прекратяването на строежа на линейни крайцери, залагайки в рамките на програмата за 1912 – 1913 г. бързоходните дреднаути от типа „Куин Елизабет“, след които по програмата за 1913 – 1914 г. следват дреднаутите от типа „Роял Соверен“.
Британците имат на разположение погрешната разузнавателна информация за това, че новия германски „Лютцов“ ще има скорост от 28 възела, с въоръжение от 14-дюймови или, възможно, даже 16-дюймови оръдия. За това Фишър счита за необходимо да се строят линейни крайцери с още по-голяма, 32-възлова скорост. Ползвайки се от своето служебно положение, той самостоятелно поръчва на главния строител на флота Юстас Тенисън Д’Ейнкорт (Eustace Tennyson d'Eyncourt) проект, наречен от Фишър „Rhadamanthus“ („Радамант“). Крайцерите при скорост от 32 възела трябва да носят въоръжение от шест 381-мм оръдия. Чърчил е против тези планове, считайки, че те ще са безполезно отклоняване на голямо количество ресурси, тъй като строежа въпреки всичко няма да завърши навреме, т.е. преди края на бойните действия. Фишър убеждава Чърчил, че според опита от строителството на „Дреднаут“ построяването при определени усилия може да завърши много бързо. Той обръща внимание на двата заложени в Fairfield Shipbuilding and Engineering Company и Palmers Shipbuilding and Iron Company дреднаута по програмата за 1914 – 1915 г. – съответно „Ринаун“ и „Рипалс“. Работите по тях са спрени на 26 август 1914 г., тъй като се предполага, че те няма да се достроят до края на войната. Фишър за ускоряване на работите предлага да се „престроят“ в линейни крайцери.
„Престрояването“ е мнимо. Дреднаутите, по същество, съществуват само на хартия, и това си е построяване на крайцерите от нулата. Фишър разчита да икономиса време за сметка на наличието на вече подписаните договори за закупуването на материали и комплектовка. Особено това се касае за 381-мм оръдия и установки, за производството на които времето е практически толкова, колкото за построяването на самия кораб. В поддръжка на усилията на Фишър изиграват роля резултатите от Фолкландското сражение от 8 декември 1914 г., което той интерпретира като триумф на неговата идея. Към това той получава и поддръжката на адмиралите Джон Джелико и Дейвид Бийти. В крайна сметка Чърчил се поддава на натиска и на 28 декември съумява да получи одобрението на Кабинета на министрите за строителството на два крайцера по договорите и с имената на поръчаните дреднаути. Корабостроителницата „Палмерс“ се оказва неспособна да построи корпус с габаритите на новия крайцер и нейната поръчка е дадена на корабостроителницата „Джон Браун“ в Клайдбанк.
Фишър, на 29 декември, лично се договаря с изпълнителите, че строителството ще започне на 30 декември 1914 г. и сроковете ще бъдат ускорени – 15 месеца. При това изменените договори са подписани едва на 10 март 1915 г., шест месеца след фактическото начало на работите.
Проектиране
На 18 декември 1914 г. Фишър изпраща на главния конструктор на флота запитване за разработката на проект за крайцер със следните характеристики:
- дълъг, висок, с развал на бордовете, като на броненосеца от 2-ри ранг „Ринаун“;
- четири 381-мм оръдия в две кули;
- 20 102-мм противоминни оръдия поставени на горната палуба с щитове;
- никакво друго артилерийско и торпедно въоръжение;
- скорост 32 възела;
- котли само на нефт;
- брониране като на „Индифатигъбъл“.

Д’Ейнкорт в своите спомени настоява, че получил това запитване едва на 19 декември. На следващия ден са направени приблизителните разчети. Обаче Фишър променя своите изисквания, увеличавайки броя на 381-мм оръдия до шест и добавяйки два торпедни апарата. Новите разчети са предоставени на 21 декември, и на 24-ти е подготвен дизайнът на новия проект. След внасянето на измененията по забележките на Фишър новият проект е подготвен към 29 декември. След одобрението на Чърчил, на 30 декември, започват проектните работи. Характеристиките са утвърдени на същия ден. Ако не се отчита бойната ценност на самите крайцери, Д’Ейнкорт се гордее със скоростта на извършване на проектните работи и с това, че, независимо от спешността, успява практически без изменения да влезе в изискванията.
В първата седмица на декември от отдела за проектиране са огледани материалите, подготвени от корабостроителниците за линкорите „Рипалс“ и „Ринаун“ с цел определяне на възможното им използване, а материалите от „Палмерс“ са предадени на „Джон Браун“. Към средата на януари строителите получават цялата информация за построяването на корпусите до нивото на второто дъно с цел поръчка на допълнителни материали от доставчиците, и на 25 януари, в деня на 74-летието на Фишър, са заложени двата кораба. Към края на януари са разработени и предани всички чертежи по корпусните конструкции. Целият комплект чертежи е подготвен на 12 април 1915 г. и след 10 дена е утвърден от съвета на Адмиралтейството. Измененията в сравнение с характеристиките, утвърдени на 30 декември, са минимални.
Измененията, преди всичко, са предизвикани от преоценката на габаритите на силовата установка и бронирането, което води до увеличение на водоизместимостта с 500 тона. Още 115 допълнителни тона са отделени за противоторпедна мрежа, но от нея, през август 1915 г., се отказват. Първоначалната батарея от 27 102-мм противоминни оръдия, защитени със 76-мм броня, е намалена до 17 оръдия в установки със защитата на открити щитове. При това 15 от тези оръдия са разположени в новите триоръдейни установки.
В процеса на строителството са направени следните изменения:
1. През април 1915 г. е прието решението, за икономия на тегло и време за строеж, да не се обшива палубата с дърво. За компенсиране на топлоизолационните свойства 70 т линолеум са постлани в жилищните отсеци и 7 тона на палубите. На палубата на полубака в района на адмиралската каюта е наложен кортисен (коркова маса).
2. През май 1915 г. според опита от изпитанията на „Куин Елизабет“ е решено да се усили носовия край.
3. През януари 1915 г. Фишър настоява за включването в състава на въоръжението на 20 мини. Това предизвиква ред проблеми с компоновката, и на 21 юли, след оттеглянето на Фишър от поста на Първи лорд, главата на Отдела по корабостроене на Адмиралтейството сър Юстас д’Ейнкорт ги премахва от проекта. Това е санкционирано на следващия ден.
4. През ноември 1915 г. откриват, че 381-мм кули тежат с 20 т повече от разчетното. 60 т са взети от 130-тонния запас водоизместимост.

В резултат на преправянията оценката на измененията във водоизместимостта са следните:
Увеличение на теглото:
- Корпусни конструкции (включая 50 допълнителни тона поради използването на отливки) – 339 т;
- Увеличение в теглото на 381-мм кули – 60 т;
- Допълнително тегло за 102-мм установки (включая 7 т за два командно-далекомерни поста и платформи под тях) – 34 т;
- Поставяне на турбинни помпи и арматура във всяко огнище – 20 т.

Всичко ръст на теглото – 453 т.
Икономиите са от следното:
- Премахване на противоторпедните мрежи – 115 т;
- Премахване на минното въоръжение – 20 т;
- Икономия от гилзите за 102-мм оръдия за сметка на преход от скорострелните (QF) към камерно-зарядни (BL) оръдия, т.е. от разделно-гилзово на картузно зареждане.

Всичко икономия – 151 т.
От масата на корпуса икономисват 37 тона за сметка на свалянето на крепленията на мрежите и 9 тона за сметка на отказ от кърмови отсек за управление на артилерийския огън. Обаче тези цифри са отчетени в ръста на масата на корпуса.
Сумарно тези изменения увеличават пълната разчетна водоизместимост с 287 тона – до 26 787 т. Актуалните цифри към момента на построяването съставят 26 854 т за „Рипалс“ и 27 420 т за „Ринаун“.
| Изменение на тактико-техническите характеристики в процеса на разработка и строеж | Изменение на тактико-техническите характеристики в процеса на разработка и строеж | Изменение на тактико-техническите характеристики в процеса на разработка и строеж | Изменение на тактико-техническите характеристики в процеса на разработка и строеж | Изменение на тактико-техническите характеристики в процеса на разработка и строеж |
| Проект/кораб                                                                      | „Радамантус“                                                                      | „Радамантус“                                                                      | „Ринаун“                                                                          | „Рипалс“                                                                          |
| --------------------------------------------------------------------------------- | --------------------------------------------------------------------------------- | --------------------------------------------------------------------------------- | --------------------------------------------------------------------------------- | --------------------------------------------------------------------------------- |
| Дата                                                                              | 19 декември 1914                                                                  | 21 декември 1914                                                                  | 30 декември 1914                                                                  | 22 април 1915                                                                     |
| Дължина между перпендикулярите, м                                                 | 192,024                                                                           | 228,6                                                                             | 228,6                                                                             | 228,6                                                                             |
| Дължина максимална, м                                                             |                                                                                   |                                                                                   | фактич. 242,05                                                                    | фактич. 242,075                                                                   |
| Ширина, м                                                                         | 22,55 – 22,86                                                                     | 27,43                                                                             | 27,43                                                                             | 27,43                                                                             |
| Газене, м                                                                         | 7,9 – 8,2                                                                         | 7,6                                                                               | 7,6 нос, 7,9 кърма                                                                | 7,6 нос, 7,9 кърма                                                                |
| Водоизместимост, дълги тона                                                       | 18 750                                                                            | 25 750                                                                            | 26 000                                                                            | 26 500                                                                            |
| Мощност на ЕУ, к.с./ МВт                                                          | 105 000 78,3                                                                      | ?                                                                                 | 112 000 83,52                                                                     | 112 000 83,52                                                                     |
| Максимална скорост, възела                                                        | 32                                                                                | 32                                                                                | 32                                                                                | 32                                                                                |
| Въоръжение                                                                        | 4×381-мм 20×102-мм                                                                | 6×381-мм 20×102-мм 2×533-мм ТА                                                    | 6×381-мм 25×102-мм 2×533-мм ТА                                                    | 6×381-мм 17×102-мм 2×76-мм 2×533-мм ТА                                            |
| Пояс, мм                                                                          | 152 / 102 / 76                                                                    | 152                                                                               | 152+102 краища                                                                    | 152+102 нос 76 – 102 кърма                                                        |
| Барбети, мм                                                                       | 203                                                                               |                                                                                   | 178                                                                               | 178                                                                               |
| Палуба, мм                                                                        |                                                                                   |                                                                                   | 25+51 скосове                                                                     | 25+51 скосове                                                                     |
| Разпределение на тегловото натоварване, д. тона                                   |                                                                                   |                                                                                   |                                                                                   |                                                                                   |
| Оборудване                                                                        | 700                                                                               |                                                                                   | 750                                                                               | 800                                                                               |
| Въоръжение                                                                        | 2200                                                                              |                                                                                   | 3400                                                                              | 3335                                                                              |
| ЕУ                                                                                | 4800                                                                              |                                                                                   | 5325                                                                              | 5660                                                                              |
| Инженерни запаси                                                                  |                                                                                   |                                                                                   | 125                                                                               | 120                                                                               |
| Нефт                                                                              | 800                                                                               |                                                                                   | 1000                                                                              | 1000                                                                              |
| Броня                                                                             | 3000                                                                              |                                                                                   | 4470                                                                              | 4770                                                                              |
| Корпус                                                                            | 7400                                                                              |                                                                                   | 10 800                                                                            | 10 800                                                                            |
| Запас водоизместимост                                                             |                                                                                   |                                                                                   | 130                                                                               | 15                                                                                |
| Проектна водоизместимост                                                          | 18 900                                                                            |                                                                                   | 26 000                                                                            | 26 500                                                                            |
| в метрични тонове                                                                 | 19 202                                                                            |                                                                                   | 26 416                                                                            | 26 924                                                                            |

## Конструкция

### Корпус
В конструкцията на корпуса са използвани ред нововъведения. Развалът на бордовете е направен по цялата дължина на кораба, обаче, тъй като това води до намаляване на ширината на корпуса по водолинията и влошаване на устойчивостта, корпусът получава бордови надделки – були. С вертикални прегради булите са разделени на няколко кухини, които се използват за съхранение на гориво и са включени в системата за противоторпедна защита. Потопяването на корпуса за единица допълнително тегло е много по-малко, отколкото при корабите с традиционни обводи – при увеличение на газенето с 1 см съответства увеличение във водоизместимостта с 40,6 т.
Корпусът има видима седловатост към краищата. Полубакът заема примерно ¾ от дължината на корпуса. Височината на надводния борд остава непроменена спрямо предшестващия „Тайгър“, – 9,8 м по носа, 7,2 м на мидъла и 5,8 м – в кърмата. В носовата част развалът на шпангоутите е увеличен, което заедно с високия борд, осигурява високата за онова време мореходност. „Ринауните“ имат дълъг корпус – отношението на неговата дължина към ширината съставлява 8,82. Заедно с плътната компоновка на надстройките и двата големи комина това придава на крайцерите строен и стремителен вид.
Силовият набор в централната част на корпуса е по напречната схема, в краищата основни стават надлъжните връзки. Всички съединения са изпълнени чрез нитоване. От опита от експлоатацията на „Куин Елизабет“ корпусът при носа е усилен, макар той на това място да е по-здрав, отколкото на прародителя – „Тайгър“, при който няма такива проблеми. Наистина, при експлоатацията става ясно, че слаби места все пак има. Елементи от набора при барбетите се повреждат при стрелба, и те са усилени с допълнителни прегради и пилерси. При щорм палубата на полубака между клюзовете е слаба, и тя също е усилвана, при това два пъти. Съществен недостатък е вибрацията на корпуса на скорости над 25 възела. Освен това, при скоростите, започвайки от 30 възела, се залива юта.
След влизането в строй двата комина имат еднаква височина – 26,8 м над проектната водолиния, но, за да се снижи задимяването на предния мостик, още през 1916 г. в процеса на изпитанията височината на носовия комин е увеличена с около 1,8 м.
За да се икономиса тегло и време за строеж, дървена настилка на палубата не е поставена. За съхранение на топлоизолационните свойства всички палуби в пределите на жилищните помещения са застлани с дърво вместо обичайния линолеум.
Линейните крайцери от типа „Ринаун“ носят три безщокови котви с тегло по 7,37 т. Две от тях се намират в носовите клюзове, а третата е резервна. На кърмата има една 3-тонна спомагателна котва. Шпилите първоначално са с парно задвижване, но при модернизацията на „Ринаун“ е заменено с електрическо.
| Водоизместимост по години           | Водоизместимост по години | Водоизместимост по години | Водоизместимост по години | Водоизместимост по години | Водоизместимост по години | Водоизместимост по години | Водоизместимост по години | Водоизместимост по години |
|                                     | в дълги тона              | в дълги тона              | в дълги тона              | в дълги тона              | в метрични тонове         | в метрични тонове         | в метрични тонове         | в метрични тонове         |
|                                     | нормална                  | олекотен кораб            | стандартна                | пълна                     | нормална                  | олекотен кораб            | стандартна                | пълна                     |
| ----------------------------------- | ------------------------- | ------------------------- | ------------------------- | ------------------------- | ------------------------- | ------------------------- | ------------------------- | ------------------------- |
| проект                              | 26 500                    |                           |                           | 30 835                    | 26 925                    |                           |                           | 31 330                    |
| „Ринаун“, 1917                      | 27 420                    |                           |                           | 32 663                    | 27 860                    |                           |                           | 33 187                    |
| „Рипалс“, 1921                      | 32 740                    |                           |                           | 37 490                    | 33 265                    |                           |                           | 38 092                    |
| „Ринаун“, 1926                      | 32 520                    | 32 130                    | 32 000                    | 37 150                    | 33 042                    | 32 646                    | 32 514                    | 37 746                    |
| „Рипалс“, 1933 до реконструкцията   | 34 800                    |                           |                           | 38 100                    | 35 358                    |                           |                           | 38 711                    |
| „Рипалс“, 1933 след реконструкцията |                           |                           |                           | 38 300                    |                           |                           |                           | 38 915                    |
| „Ринаун“, 1939                      |                           | 30 025                    | 30 750                    | 36 080                    |                           | 30 507                    | 31 243                    | 36 659                    |
| „Ринаун“, 1944                      |                           | 32 025                    |                           | 38 395                    |                           | 32 539                    |                           | 39 011                    |

Прожектори
При влизането си в строй крайцерите имат осем 914-мм бойни прожектора. Два от тях стоят на компасната площадка на мостика, два на площадки около носовия комин и четири на площадка около кърмовия комин. На „Ринаун“ всички прожекторни площадки се намират на една височина и са съединени между себе си с преходни мостици. На „Рипалс“ един от постовете е над другите. Освен бойните, при основите на носовия комин са разположени два сигнални 610-мм прожектора.
През 1917 г. прожекторните площадки около кърмовия комин са покрити, във вид на рубки. Двата прожектора при носовия комин са пренесени на нова платформа на гротмачтата, а прожекторите от компасната площадки – на адмиралския мостик.
Мореходност и управляемост
Макар според съвременните мерки мореходността на новите линейни крайцери да е скромна, то тя е значително по-добра, отколкото на съвременните му британски дреднаути. Високият борд и неговият развал намаляват пръските по оптиката и мостика. На изпитанията командирът на „Рипалс“ отбелязва, че даже при 8-бално вълнение крайцерът добре качва вълната, а люлеенето е малко и плавно. Плавността на люлеенето се осигурява от величината на метацентричната височина. През 1916 г. за „Рипалс“, при водоизместимост 25 580 т, тя е 0,75 м, увеличавайки се 0,85 м при нормална водоизместимост от 26 584 т и до 1,86 при пълна от 31 592 т. След първата модернизация за сметка на добавянето на ниско тегло устойчивостта се увеличава, при това стойностите на метацентричната височина се изравняват. На „Ринаун“ в резултат на последната предвоенна модернизация стойностите на метацентричната височина се намаляват, но остават в допустими предели.
Заедно с това крайцерите на протежение на цялата си кариера си остават доста „мокри“ кораби. Полубакът зад носовите кули е постоянно залят от слой вода от няколко сантиметра, а поради голямата си дължина крайцерите се врязват примерно във всяка трета вълна. Силно се залива и горната палуба зад чупката на полубака, а кърмовата кула „Y“ при силно вълнение практически „плава“ във вода.
Независимо от дългия корпус и единствения рул, крайцерите добре слушат управлението и обладават нелоша маневреност – диаметърът на тактическа циркулация съставлява около 3 дължини на корпуса.
Екипаж
Невисокото ниво на брониране позволява да се разположат два реда илюминатора едва ли не по целия борд, тъй че проблеми с разквартируването на екипажа няма. Жилищните помещения са просторни, с доста голяма междупалубна височина. По-голямата част от офицерските помещения се намират на юта. На горната палуба в надстройката, близо до комфортната каюткомпания, се намират само каютите на старшите офицери. Кубриците за екипажа се намират в носовата част на нивото на горната и средната палуби. В мирно време екипажът, по щат, се състои от 953 души, увеличавайки се във военно до 1043 души. При използването му в качеството на адмиралски кораб екипажът се увеличава с 14 души. Самите помещения за адмирала и неговия щаб се намират в кърмовата надстройка и традиционно за британците са просторни.
Числеността на екипажа постоянно нараства. Преди войната по щат „Ринаун“ има вече екипаж от 1205 матроса и офицера. На „Рипалс“ в последния бой в състава на екипажа влизат над 1300 души. През 1945 г. екипажът на „Ринаун“ наброява 1433 души. Условията за обитаемост са достатъчно комфортни. Даже в матроските кубрици за сметка на принудителната вентилация условията за обитаване в тропиците са приемливи, а поставянето в резултат на модернизацията на електронагреватели и подобряването на осветлението компенсира по-тесните условия за обитаване на увеличения екипаж. Освен стандартните за британските кораби камбузи, пекарни и хладилници, на двата крайцера има даже кинозали..

### Въоръжение
Главен калибър
Основното въоръжение на линейните крайцери са шест 381-мм оръдия Mk. I с разположени по линейно-терасовидната три двуоръдейни кули Mk. I*. Кулите се обозначават, броени от носа към кърмата, като „A“, „B“ и „Y“. Оръдията и кулите са практически идентични с поставяните на дреднаутите от типа „Ривендж“ като фактически за тях са и поръчани. От съображения за икономия на тегло само е намалено бронирането: челното – от 330 до 229 мм, стените – от 280 до 178 мм, а покрива – от 127 до 108 мм.
381-мм оръдие Mk. I има дължина на ствола 42 калибра, скрепяване на ствола с тел (стоманена лента) и бутален затвор система „Уелин“. Независимо от не най-прогресивната конструкция с телно укрепване на ствола, умерената балистика позволява да се получи оръдие с добра живучест – 335 изстрела – и да се обезпечи висока точност на огъня. Оръдието е изпълнено според концепцията „тежък снаряд, умерена начална скорост“ – снарядът с маса 872 кг получава скорост от 747 м/с. Зарядът кордит, MD19 с общо тегло 194 кг, е разбит на четири части и се намира в копринени картузи. За учебни цели и обстрел на брега има понижен заряд с маса 146 кг.
Двуоръдейната установка Mk. I* осигурява ъгли на подем на оръдията от −5° до +20°. Зареждането се произвежда при произволен ъгъл на възвишение на оръдията. При максимален ъгъл на възвишение далечината на стрелба, със снаряда с маса от 872 кг, е 21 385 м (115 каб.). Хоризонталното и вертикалното насочване се осъществява с помощта на хидромотори със скорости 2 и 5 °/с съответно. Работното тяло е вода. Макар хидравличната система постоянно да протича, като цяло установките се смятат са доста надеждни. Техническата скорострелност достига 2 изстрела в минута. В резултат на следвоенните модернизации установките са доработени до нивото на Мк. IN*. Ъгълът на възвишение съставя 30°, но вече зареждането се осъществява при постоянен ъгъл от 5°.
По проект боезапасът съставлява по 120 снаряда на ствол. В сравнение с дреднаутите той е увеличен поради разчета за стрелба на голяма дистанция. В първоначалния боекомплект влизат снаряди от три типа – бронебойни с бронебоен наконечник, полубронебоен „комон“ и фугасен със съдържание на взривно вещество до 9%. В междувоенния период се наблюдава тенденция за унификация на боезапаса, и към началото на Втората световна война неговата основа съставляват бронебойните снаряди от нов тип. Освен това, при модернизацията от 1930-е години се появява възможността да се води стрелба с използване на усилени заряди. Стрелбата обичайно се води с новите бронебойни снаряди с радиус на оживалото 10 калибра, които в боезапаса са 20 броя. Усиленият заряд на такъв снаряд осигурява начална скорост от 805 м/с. Съставът на боекомплекта в хода на войната постоянно се променя.
Противоминен калибър
Джон Фишър е принципен противник на поставянето на 152-мм оръдия на линкорите и линейните крайцери, считайки, че при необходимост защитата от атаките на разрушителите на противника ще подсигурят собствените крайцери и разрушители. За това той настоява за връщането към 102-мм оръдия. Като цяло удачното 102-мм оръдие QF Mk. V не може да бъде интегрирано в централизираната система за управление на стрелбата. В него няма електрозапал, за това залпът при затваряне на веригата за стрелба в поста за управление е невъзможен. Във връзка с това първоначално се планира поставянето на крайцерите на оръдията BL Mk. VIII. Обаче надеждността на този модел предизвиква критика, и в крайна сметка е разработено новото оръдие BL Mk. IX, при което стволът е взет от Mk. V, а затворът – от Mk. VIII.
За да се компенсира някак си намаляването на разрушителната сила на снаряда, е решено да се увеличи броят на оръдията в залпа. За тази цел, минавайки разработката на двуоръдейна, конструкторите създават нова тристволна установка T.I-Mk. I. Ъглите на наклон на новата установка съставлява от −10° до +30°, максималната далечина на стрелбата е 12 344 м (66,5 каб.). Установката се получава не много успешна.
Първо, тя е сравнително тежка – 17,5 т. Поради липсата на силово задвижване това води до малка подвижност на установката, което за противоминния калибър се явява сериозен недостатък.
Второ, за зареждането на средното оръдие пречи прислугата на страничните оръдия. За това неговия темп на стрелба е чувствително под теоретичния 10 – 12 изстрела в минута. Общата скорострелност на триоръдейната установка едва незначително превишава тази за двуоръдейната. Към това и щатът на установката е от 32 души, което по сравнение с щата на кулата на главния калибър от 64 души изглежда прекомерно.
Единствения плюс на тази установка е простотата на разполагане. Всичко са поставени пет установки, с добри ъгли на обстрел. Две установки побордно стоят на платформата на бойната рубка, а останалите се намират по диаметралната плоскост: една между кърмовия комин и гротмачтата, а две линейно-терасовидно на кърмовата надстройка. Противоминния калибър се допълва от още две 102-мм оръдия Mk.lX на единични лафети CP.I. Те са по бордовете на носовата надстройка, веднага след кула „В“.
По време на Първата световна война боекомплектът им съставлява по 150 снаряда на ствол – 45 полубронебойни и 105 фугасни. След войната техният боезапас е увеличен до 200 на ствол – 50 „комон“ и 150 фугасни, от които 30 имат трасер за воденето на нощна стрелба. Допълнително на борда се вземат и 100 осветителни снаряда, така че общият боезапас съставлява 3500 102-мм снаряда.
Зенитно въоръжение
По проект зенитното въоръжение се състои от две 76-мм зенитки 20 cwt Mk. I в установки HA Mk. II с боекомплект по 150 снаряда на ствол. Те се разполагат на палубата на надстройката встрани от втория комин.
Освен 76-мм зенитки, са поставени и четири 47-мм оръдия „Хочкис“ с боекомплект по 64 изстрела на ствол и пет картечници „Максим“. Оръдията „Хочкис“ са планирани да се използват основно като салютни в мирно време, за това „Рипалс“ и „Ринаун“ влизат в строй без тях. За нуждите на корабния отряд морска пехота има 76-мм десантно оръдие и 15 картечници – пет тежки „максима“ и десет „люиса“.
В хода на модернизациите цялото артилерийско въоръжение, освен главния калибър, нееднократно се променя. Измененията, преди всичко, касаят замяната на неудачните 102-мм противоминни оръдия и усилването на зенитното въоръжение.
Първи са поставени 102-мм зенитни оръдия Mk. V в установките НА Mk. III. Оръдието има клинов хоризонтален затвор и дава на снаряда, с тегло около 14 кг, начална скорост от 728 м/с. Зареждането е ръчно, скорострелността с трениран разчет достига 20 изстрела в минута.
В хода на модернизацията 1933 – 1936 г. „Рипалс“ получава доста рядкото сдвоено 102-мм Mk. XVIII с оръдия Mk. XIV. По същество, това е експериментален образец за отработка на установките „междупалубен тип“, послужил след това като образец при разработката на 114-мм установки. През 1941 г. „Рипалс“ трябва да получи новите 102-мм зенитки Mk. XVI в установки Mk. XIX, но тези работи не са осъществени.
В хода на модернизацията 1936 – 1939 г. на „Ринаун“ са поставени 114-мм оръдия Mk I и Mk III. Те са взаимозаменяеми, сходни по конструкция и се отличават само по конструкцията на запалителното устройство. Общо са поставени само четири оръдия Mk I, останалите представляват модификацията Mk III. Оръдието има унитарно зареждане. Масата на изстрела е 41,6 кг, на снаряда – 25 кг. Началната скорост съставлява 746 м/с. Двуоръдейната установка Mk. II е от т.нар. „междупалубен“ тип – BD (на английски: Between Decks). Основната част на кулата се намира вътре в корпуса, а над палубата се издава само горната част. Макар установката да тежи 39 т, тя е по-подвижна, отколкото 133-мм оръдия на „Кинг Джорджовете“, и е значително по-добре приспособена за стрелба по новите скоростни самолети.
Горната част на кулите се прикриват от стоманени листа с дебелина 12,7 мм, основите на кулите заедно с междинните отделения се защитават от 51-мм броня. Подаването на боезапаса в междинното отделение се осъществява от електрически подемници във вид на безконечна лента. Тук те се пренареждат във въртящи се тригнездови вертикални барабани. От барабаните изстрелите се подават за поставяне на дистанционните взриватели и след това на зарядните подноси. Системата за подаване, макар и да е достатъчно сложна, осигурява скорострелност до 14 – 15 изстрела, падаща при продължителна стрелба.
В състава на боезапаса влизат два типа снаряда – полубронебоен и фугасен. От фугасните четвърт имат дистанционен взривател за стрелба по въздушни цели. В хода на войната разбират важността за ПВО на такъв вид боеприпаси, и техния дял е доведен отначало до 50% от общия боезапас, а след това е увеличен още повече. Към края на войната при британците се появяват снаряди с радиовзривател, получени от американците.
Като зенитни оръдия за близко действие на крайцерите са поставяни 40-мм автомати Mk. VIII „пом-пом“. Също и четирицевни 12,7-мм картечници, които в хода на войната са заменени с по-ефективните 20-мм „ерликони“.
| Среден и малък калибър | Среден и малък калибър | Среден и малък калибър | Среден и малък калибър | Среден и малък калибър | Среден и малък калибър | Среден и малък калибър | Среден и малък калибър | Среден и малък калибър | Среден и малък калибър | Среден и малък калибър | Среден и малък калибър | Среден и малък калибър | Среден и малък калибър | Среден и малък калибър |
| ---------------------- | ---------------------- | ---------------------- | ---------------------- | ---------------------- | ---------------------- | ---------------------- | ---------------------- | ---------------------- | ---------------------- | ---------------------- | ---------------------- | ---------------------- | ---------------------- | ---------------------- |
| оръдие                 | установка              | „Рипалс“               | „Рипалс“               | „Рипалс“               | „Рипалс“               | „Рипалс“               | „Ринаун“               | „Ринаун“               | „Ринаун“               | „Ринаун“               | „Ринаун“               | „Ринаун“               | „Ринаун“               | „Ринаун“               |
| оръдие                 | установка              | 1916                   | 1924                   | 1936                   | 1939                   | 1941                   | 1916                   | 1926                   | 1939                   | октомври 1941          | есента на 1942         | юни 1943               | януари 1944            | февруари 1945          |
| 4"/45 BL Marks IX      | T.I. Mark I            | 5×3                    | 5×3                    | 4×3                    | 4×3                    | 3×3                    | 5×3                    | 5×3                    | 0                      |                        |                        |                        |                        |                        |
| 4"/45 BL Marks IX      | CPI                    | 2                      | 0                      |                        |                        |                        | 2                      | 0                      |                        |                        |                        |                        |                        |                        |
| 4"/45 BL Marks IX      | всичко                 | 17                     | 15                     | 12                     | 12                     | 9                      | 17                     | 15                     |                        |                        |                        |                        |                        |                        |
| 102-мм QF Mk. V        | НА Mk.III              |                        | 4                      | 4                      | 4                      | 4                      |                        | 4                      | 0                      |                        |                        |                        |                        |                        |
| 102-мм QF Mk. V        | НА Mk. V               |                        |                        |                        | 2                      | 2                      |                        |                        |                        |                        |                        |                        |                        |                        |
| 102-мм QF Mk. V        | всичко                 |                        | 4                      | 4                      | 6                      | 6                      |                        | 4                      |                        |                        |                        |                        |                        |                        |
| 102-мм QF Mk. XV       | BD Mk II               |                        |                        | 2×2                    | 0                      |                        |                        |                        |                        |                        |                        |                        |                        |                        |
| 76-мм 20 cwt Mk. I     | HA Mk. II              | 2                      | 0                      |                        |                        |                        | 2                      | 0                      |                        |                        |                        |                        |                        |                        |
| 114-мм/45 QF Mk III    | BD Mk I                |                        |                        |                        |                        |                        |                        |                        | 10×2                   | 10×2                   | 10×2                   | 10×2                   | 10×2                   | 10×2                   |
| 40-мм „пом-пом“        | Mk. VI                 |                        | 0                      | 2×8                    | 2×8                    | 3×8                    |                        |                        | 3×8                    | 3×8                    | 3×8                    | 3×8                    | 3×8                    | 3×8                    |
| 40-мм „пом-пом“        | Mk.VII                 |                        |                        |                        |                        |                        |                        |                        |                        |                        |                        |                        | 1×4                    | 1×4                    |
| 40-мм „пом-пом“        | итого                  |                        |                        | 16                     | 16                     | 24                     |                        |                        | 24                     | 24                     | 24                     | 24                     | 28                     | 28                     |
| 20-мм „ерликони“       | единичен               |                        |                        |                        |                        | 8                      |                        |                        |                        | 6                      | 16                     | 19                     | 24                     | 26×1                   |
| 20-мм „ерликони“       | двойка                 |                        |                        |                        |                        |                        |                        |                        |                        |                        |                        | 13×2                   | 20×2                   | 20×2                   |
| 20-мм „ерликони“       | всичко                 |                        |                        |                        |                        | 8                      |                        |                        |                        | 6                      | 16                     | 45                     | 64                     | 66                     |
| 12,7 мм Mk III         | Mk II*                 |                        | 0                      | 2×4                    | 4×4                    | 4×4                    |                        |                        |                        |                        |                        |                        |                        |                        |
| 12,7 мм Mk III         | Mk III                 |                        |                        |                        |                        |                        |                        |                        | 4×4                    | 4×4                    | 0                      |                        |                        |                        |
| 12,7 мм Mk III         | всичко                 |                        |                        | 8                      | 16                     | 16                     |                        |                        | 16                     | 16                     |                        |                        |                        |                        |

Управление на огъня
В системата за управление на огъня на главния калибър влизат два командно-далекомерни поста. Един въртящ се брониран пост с 4,57-м далекомер MG8 е разположен на покрива на носовата бойна рубка. Втори аналогичен неброниран пост се намира на платформа на фор-марса. Данните от тях постъпват в изчислително-решаващ прибор „Дрейер“ Mk. IV*, поставен в долната част на бойната рубка. Освен това, всяка кула на главния калибър има 4,57-м далекомер и визьор за хоризонтално насочване. В хода на военните модернизации на „Ринаун“ далекомерите са оставени, допълвайки ги с радари, а системата за управление е заменена с нова. На „Рипалс“ обемът изменения е още по-малък.
За управление на стрелбата на 102-мм оръдия съществуват два поста – първият е разположен на платформата на фокмачтата под поста за управление на главния калибър, вторият се намира на гротмачтата. Зенитният двуметров далекомер е поставен на гротмачтата над поста за управление на стрелбата на противоминните оръдия.
Минно и торпедно въоръжение
Фишър настоява за включването в проекта на 25 дънни мини, разположени на минни релси в кърмата. След оставката на Фишър те са премахнати от проекта и корабите влизат в строй без минно въоръжение.
Крайсерите влизат в строй с два подводни 533-мм торпедни апарата с боекомплект от десет торпеда. Апаратите са разположени в отсек пред носовата кула „А“, а постът за управление на торпедната стрелба се намира в кърмовата надстройка.
Тъй като за насочването на подводния апарат е нужно да се маневрира със самия кораб, а торпедото при голяма скорост може, при излизане от апарата, да се заклини и пречупи, след войната подводните апарати са заменени с по-практичните надводни. На „Рипалс“, в хода на модернизацията от 1918 – 1920 г., са поставени на горната палуба по всеки борд по два двутръбни 533-мм торпедни апарата – всичко осем тръби. Една двойка стои веднага след чупката на полубака, а втората зад комините. Боезапасът съставлява 26 торпеда – по три торпеда на тръба и две резервни. На „Ринаун“ поставянето на надводни торпедни апарати е направено едва в хода на модернизацията от 1936 – 1939 г. Ходът на войната показва тяхната безполезност и през април 1945 г. те са свалени от „Ринаун“.
Авиационно въоръжение
„Рипалс“ става първият линеен крайцер, снабден със стартова платформа за пуск на самолети. Британският флот търси способи за борба с германските дирижабли, но хидросамолетите имат прекалено малък таван за тяхното прехващане. За това за корабите са конструирани платформи за запуск на колесни самолети. След използването самолета трябва да се върне на сухопътен аеродрум или аварийно да кацне във водата. Освен това, самолета може да се използва за разузнаване.
Тъй като необходимата за излитането скорост на самолета е малка, а движението на кораба създава допълнителен насрещен поток, размерите на стартовата платформа са малки. Най-доброто място за тях се оказват кулите на главния калибър, извън зоната на действие на дулните газове на съседните оръдия. Излитането на самолета най-добре да се осъществява срещу вятъра, за това допълнителен плюс в използването на кулите става възможността да се завърти платформата без да е необходимо маневриране на кораба.
На „Рипалс“, през есента на 1917 г., на издигнатата кула „В“ е поставена Т-образна платформа. Първото излитане на „Сопуич пъп“ от нея се състои на 1 октомври 1917 г. Втора платформа е поставена на кула „Y“, първото ѝ използване е на 8 октомври. Платформата е с друга конструкция, и излитането се осъществява от страната на дулния срез към тилната стена на кулата. Според резултатите от изпитанията, през пролетта на 1918 г., платформите са удължени за сметка на подвижни, поставяни върху стволовете площадки, което позволява да се използват двуместните „Стратери“. Тогава подобни платформи са поставени на кули „В“ и „Y“ на „Ринаун“.
В състава на въоръжението влизат по един изтребител „Сопуич Кемъл“ (стартиращ от кула „Y“) и двуместен разузнавач „Стратер“ (старт от платформата на кула „В“). Самолетите се съхраняват в направени на палубите в съседство на кулите хангари със стени от брезент. Преди старта самолетът се качва на платформата чрез система от тали (макари). Поради прогреса в авиацията скоростите на излитане нарастват, и размерите на платформите стават недостатъчни. В периода 1919 – 1922 г. самолетите са свалени, но платформите още известно време остават на корабите.
Към въпроса за носене на самолети се връщат в хода на модернизациите. Според вижданията от онова време, освен разузнаване, на корабите трябва да има самолет коректировчик за воденето на огън на голяма дистанция. По време на модернизацията 1933 – 1936 г. на „Рипалс“, зад втория комин, на мястото на тройната установка 102-мм оръдия е поставен неподвижен напречен стартов катапулт D-ll-H за пуск на хидросамолети. Максимално крайцерът може да приема четири самолета – един на катапулта, един в съседство с него на палубата и два в хангара. Обаче на практика се ограничават с един-два, максимум три.
Самолетите отначало са разузнавачите коректировчици „Фейри-IIIF“ (Fairey IIIF). След това те са сменени от поплавковите разузнавачи торпедоносци „Суордфиш TSR“ и разузнавачите коректировчици „Уолрус“. За обслужването на самолетите на кораба се появяват хранилище за авиационен бензин в носовата част под водолинията и погреб за авиационния боезапас за патрони и авиационни бомби.
Аналогично оборудване е поставено през 1933 г. и на „Ринаун“, но без хангар. За това, като правило, на катапулта има един „Фейри-IIIF“. Специален кран няма и за работа със самолета се използват лодъчните стрели. В хода на модернизацията от 1936 – 1939 г. на „Ринаун“ самолетовместимостта е увеличена, оборудвани са хангари. Освен това е монтиран нов напречен катапулт D-III-H.
Във връзка с появата на радарите задачите за коректировка на огъня и близкото разузнаване стават неактуални и през 1943 г. цялото авиационно оборудване от „Ринаун“ е свалено.

### Брониране
Броневата защита е откровено слабото място на новите линейни крайцери. По настояване на Фишър тя е на нивото на линейните крайцери от първо поколение – типа „Инвинсибъл“. Основата на вертикалната защита съставлява 152-мм главен брониран пояс. Той има дължина от 141 м и височина 2,74 м, от които при проектна водоизместимост от 26 500 т под водата са само 0,46 м. При бойна водоизместимост от 30 835 т под водата влизат 1,3 м от броневия пояс. По носа поясът продължава със 102-мм плочи и завършва със 102-мм траверса, вървяща по височина от горната до долната палуби. Траверсата има сложна форма, приличаща на пътеочистител на локомотив, – тя е с наклон към горния край назад и едновременно под ъгъл от диаметралната плоскост по 27 шпангоут към борда в района на 28 шпангоут.
В кърмата има 76-мм пояс, завършващ със 76-мм траверса по 300-я шпангоут. По височина кърмовата траверса върви между главната и долната палуби. За да се компенсира липсата на горен пояс, бордът над главния пояс е направен от два 19-мм слоя високоякостна стомана – HT (High-tensile steel). Освен това кожусите на комините над палубата на полубака са зашити с листове HT с дебелина 25 – 38 мм.
Слаба е и хоризонталната защита. Палубата на полубака е направена от стомана HT и до барбета на първата кула на главния калибър има дебелина 12,5 мм. В района на кулите тя е с дебелина 19 мм и нататък към кърмата върви с дебелина 28 – 37 мм, включая участък около барбета на кула „Y“. Основната бронирана палуба е главната. В пределите на цитаделата тя е със скосове с дебелина 51 мм, хоризонталният участък има дебелина 25 мм. На носовия край в района, прикрит от 102-мм пояс, палубата е плоска и има дебелина само 19 мм. Нататък към носа брониране с дебелина 63 мм има само долната палуба. В кърмовия край долната прикрива рулевата машина и също има дебелина 63 мм.
Челната плоча на кулите на главния калибър е с дебелина 229 мм, а на страничните стени – 178 мм. Дебелината на барбетите също е 178 мм. За кула „А“ такава дебелина върви до горната палуба, за кула „В“ само до палубата на полубака, за „Y“ – до главната бронева палуба. Барбетите на кули „А“ и „В“ нататък до броневата палуба са с дебелина 102 мм. При това барбетът на кула „А“ в задната част въобще не е брониран. Барбетът на кула „Y“ под броневата палуба също има дебелина 102 мм.
Бойната рубка има 254-мм стени и покрив с дебелина 76 мм. Въртящият се командно-далекомерен пост на главния калибър отпред е защитен със 152-мм броня, а отзад със 76-милиметрова. Стените на комуникационната тръба до нивото на броневата палуба се защитават с броня със 76-мм дебелина. Постът за управление на торпедната стрелба на кърмовата надстройка има 76-мм стени и 38-мм покрив.
Според резултатите на Ютландското сражение защитата на новите линейни крайцери, призната за откровено слаба, е решено да се усили, което най-много касае хоризонталното брониране. Всичко са поставени 550 т допълнителна броня. Над машинните отделения на хоризонталната част на броневата палуба са настлани два слоя STS по 25 мм, на скосовете – на 1,27 м под конструктивната водолиния един слой STS с дебелина 51 мм, т.е. дебелината на хоризонталния участък започва да е 76 мм, а на горната част на скоса – 102 мм. Главната палуба, в района на погребите, също е усилена добавяйки слой броня от 25 мм, така че сумарната дебелина става 51 мм. В кърмата на 63-мм долна палуба над помещенията за рулевите машини добавят 25-мм листове, довеждайки общата дебелина до 88 мм. На долната палуба, над погребите, също допълнително са настлани плочи с дебелина 51 мм. Отворите под димоходите в главната и долната палуби се прикриват с броневи решетки, а долната част на бойната рубка по шпангоути 98 и 102 с 51-мм плочи. В носа от погребите на кула „А“ и в кърмата от барбета на кула „Y“ бронирането на долната палуба е доведено до 63 мм. На „Ринаун“ тези работи са завършени към април 1917 г. На „Рипалс“ завършекът им е малко по-рано.
Защитата си остава недостатъчна, и в края на 1918 г. е взето решение за нейното последващо усилване. Първи модернизацията преминава „Рипалс“, в дока в Розайт от декември 1918 г. Работите продължават до 1920 г. В района на котелните и машинните отделения са поставени допълнителни бордови були, усилващи противоторпедната защита. Главният 152-мм броневи пояс е заменен с 229-милиметров. Предишните 152-мм плочи са поставени над него, прикривайки борда между горната и главната палуби. В района на 286-я шпангоут по височина между главната и долната палуби е поставена 102-мм траверса, обгръщаща барбета на кула „Y“. За сметка на поставянето на 25-мм плочи над погребите за боезапаса дебелината на хоризонталния участък на главната палуба е доведена до 76 мм и на скосовете до 102 мм. Дебелината на долната палуба в района на погребите е увеличена от 51 до 76 мм. Поставените при модернизацията 533-мм бордови торпедни апарати от страната на борда са прикрити с 63-мм броня. Усилване на барбетите и кулите е планирано, но така и не е направено. Ръстът във водоизместимостта съставя 4500 дълги тона.
Аналогични работи са планирани и за „Ринаун“, но поради неговата ангажираност не са направени преди 1922 г. За това при неговата модернизация решават да отчетат опита от експлоатацията на модернизирания „Рипалс“. Модернизацията се провежда от май 1923 до август 1926 г. 152-мм пояс е свален и заменен с 229-мм пояс, с увеличаване на височината с 0,91 м до величината 3,65 м. Поясът се състои от два реда плочи. Долният ред плочи има височина 0,91 м и е скосен по долния край до 51 мм. Плочите на горния ред имат постоянна дебелина 229 мм, от които 24 са взети от бронята, поръчана за чилийския линкор „Алмиранте Кохрейн“. По краищата вместо скосените плочи отдолу направо са поставени плочи с дебелина 51 мм. 152-мм пояс, за разлика от „Рипалс“, не е поставян. От този момент защитата на „систершиповете“ започва достатъчно силно да се различава.
В района на погребите главната бронева палуба на хоризонталния участък и по скосовете е доведена до 102 мм. На 4,57 м от диаметралната плоскост са поставени 51-мм надлъжни прегради на главната палуба. В района на котелните отделения отвън на новите прегради на главната палуба допълнително са наложени 38-мм плочи HT. На главната бронепалуба поставят допълнителни плочи хомогенна броня – нейната обща дебелина е доведена до 102 мм в района на погребите и 63 мм в района на машинните и котелните отделения.
За защита на погребите от надлъжен огън по долната палуба, на участък от 4,57 м по носа от барбета на „А“ и на 7,62 м в кърмата от барбета на кула „Y“ на 63-мм палуба, са наложени 36-мм листове. За намаляване на теглото булите са с по-лека конструкция, а запоени тръби има само в района на погребите. Всичко за усилване на защитата са изразходвани около 2600 тона броня – 1020 т за палубите, 1050 т за булите и 904 т разлика в теглото на стария и новия бронепояс.
До нивото на „Ринаун“ хоризонталното брониране на „Рипалс“ е усилено в периода на модернизацията, от април 1933 до май 1936 г. При това е взет под внимание опитът от изпитанията на „Емперър оф Индия“ и „Марлборо“, по време на които става ясно, че монолитната палуба от хомогенна броня удържа снарядите по-добре, отколкото няколко слоя палуби от стомана с висока якост.
На главната палуба на участъка над погребите, състоящ се от три 25-мм слоя, третият слой е заменен с плочи броня с дебелина 95 мм. Тези участъци са разположени от средата на барбета на „А“ до носовата преграда на котелно отделение № 1 и от кърмовата преграда на машинното отделение до средата на барбета на „Y“. На 6,1 м в кърмата от барбета на „Y“ вместо слоя 25-мм плочи са поставяни плочи броня с дебелина 89 мм. Над машинните отделения от трите 25-мм слоя двата горни са заменени с плочи с дебелина 63 мм. В района на машинните отделения е продължена хоризонталната част на главната бронепалуба до борда, поставяйки над скоса 89-мм плочи от нецементирана броня, които вървят хоризонтално от горния ръб на скоса на бронепалубата към борда. В носовия край, на долната палуба над погребите за 102-мм оръдия и бойните части на торпедата, вместо няколко слоя оставят само 19-мм палуба, на която полагат 89-мм плочи броня.
По време на кардиналната модернизация на „Ринаун“, в периода 1936 – 1939 г., измененията в бронирането са минимални, като основно са свързани със замяната на материал с друг, със същата дебелина. Така например, над погребите за поставената 114-мм артилерия стоманата HT е заменена със стомана „D“ (Ducol). Над тях, на нивото на главната палуба, е настелена броня с дебелина 102 мм. Над машинните отделения на главната палуба са настелени 51-мм плочи. На главната палуба в носовата част допълнително също са настелени 51-мм плочи, а в кърмата на долната добавят броня с дебелина 76 – 63 мм. Надлъжните прегради между главната и горната палуби, отстрани на вентилационните шахти на котелните отделения са свалени и поставени по-големи по площ 38-мм плочи от стомана „D“. Страничното брониране на барбетите на главния калибър на кула „А“ между главната и горната палуби, а барбета на „В“ между главната палуба и полубака е усилено от 102 до 152 мм.

#### Противоторпедна защита
Основата на противоторпедната защита съставлява бордовите надстройки – були. Развалът на шпангоутите в средната част съставлява около 8,5°. В подводната част на този борд са „наложени“ були, така че най-голямата ширина на корпуса от 27,45 м се достига при горната палуба и булите. В района на водолинията ширината на корпуса е примерно с 1,5 м по-малка. Вътрешната преграда, отделяща булите от корпуса, е практически плоска и е направена от стомана с дебелина 19 мм. Тя играе ролята на противоторпедна преграда. Външната стена на була има сложна форма и е направена от стомана с дебелина 15 мм. Тя започва като продължение на скоса на бронепалубата на 0,46 м под водолинията при проектна водоизместимост, а след това преминава във външния борд и е огъната по голям радиус, срещайки се с двойното дъно.
Булите допълнително се делят от надлъжни прегради на по-малки кухини, голямата част от които обичайно използвани за съхранение на нефт. За да се изключи хидравличния удар при подводен взрив, вътрешната кухина остава празна и играе ролята на своеобразна филтрационна камера. Общата дебелина на преградите съставлява до 50 мм. Максималната ширина на булите съставлява 4,3 м, което е добър показател за онези времена. Адмиралтейството оценява конструкцията високо, считайки я за по-съвършена, отколкото използваната при линкорите от типовете „Куин Елизабет“ и „Ривендж“. Известни съмнения предизвиква само недостатъчната дебелина на главната противоторпедна преграда. В началния стадий на строеж е планирано тя да се усили, довеждайки я до 38 мм в долната и 51 мм в горната част. Обаче това означава 700 т допълнителна водоизместимост, и се отказват от тези планове. Както вече се споменава по-горе, в процеса на модернизациите ширината на булите за сметка на допълнителни надстройки е увеличена още повече.

### Енергетична установка
Първоначално за новите линейни крайцери се планира използването на силова установка с котли с повишени параметри на парата и тръбички с малък диаметър, а също и нова конструкция турбини. Това трябва значително да спести тегло на силовата установка, което по предварителни разчети трябва да състави 5100 т при мощност от 110 000 к.с. (82,03 МВт). Обаче тяхното разработване изисква продължителен срок, за това, поради спешността, за строежа е взета за основа силовата установка на „Тайгър“.
Като цяло компоновката на машинно-котелни отделения е копирана от „Тайгър“. Тъй като форсираната мощност се предполага да бъде 120 000 к.с. (89,48 МВт), е добавено още едно отделение с три котела. Според разчетите при форсиран режим крайцерите трябва да развиват 32 възела при 275 оборота на валовете в минута.
Парата се изработва в 42 водотръбни котела система „Бабкок-Уилкокс“ с дебели тръби и нефтено отопление. Работното налягане на котлите съставлява 16,5 атм, максималното – 20. Котлите стоят в шест котелни отделения. В отделение „А“ има 3 котела, във „В“ седем, в четирите последващи – „С“, „D“, „Е“ и „F“ – по 8 котела. Сумарната нагревателна повърхност съставлява 14 605 м².
Машинно отделение № 1 е разделено от надлъжна преграда по диаметралната плоскост на два турбинни отсека. Всички турбини са система „Браун-Къртис“ с пряко задвижване на валовете. В комплекта турбини в единия отсек влизат турбините високо налягане за преден и заден ход, поставени в един корпус със задвижване на външния вал, и турбините ниско налягане за преден и заден ход, също в общ корпус, със задвижване на вътрешния вал. Разположението на турбините в другия отсек е огледално.
След него се намира машинно отделение № 2, също разделено от надлъжна преграда на два отсека. Във всеки отсек се намират по два главни и един спомагателен хладилник и един опреснителен агрегат с дневна производителност от 490 т прясна вода.
Всичкото оборудване в турбинните отсеци е произведено от фирмите-строители. Използването на консервативната силова установка води до ръст на нейната маса – тя съставя 5780 т, при това дължината на котелните отделения съставя 59,45 м, а на турбинните – 34,15 м.
Нормалният запас гориво е 1000 т нефт и 100 т въглища за битови нужди. Пълният запас гориво по проект съставлява 4000 т нефт и 100 т въглища. Разчетната далечина на плаване съставлява 3100 мили на 26,5 възела, 4000 на 19 и 4800 мили на 18 възела. Обаче тези цифри вземат под внимание разходът на гориво само на главната установка без да се отчита разхода на пара от спомагателните механизми. За времето на службата и така скромните стойности на далечината са още по-малки – 2700 мили на 25 възела, а далечината от 4700 мили се достига при намаляване на скоростта до 12 възела. Първоначално „Ринауните“ действат в домашни води, за това показателите не се считат за недостатък. Обаче след края на войната тяхната зона на действие се разширява, и такава малката далечина на плаване става проблем.
За произвеждането на електроенергия са поставени два електрогенератора за по 200 кВт, задвижвани от парните машини, и един турбогенератор за 200 кВт. За снабдяване на кораба на стоянка при неработещи котли има един дизел-генератор за 150 кВт. Генераторите изработват постоянен ток с напрежение 220 – 240 V, който се подава към главното разпределително табло, а вече от него се захранват потребителите.

## Модернизации

### „Рипалс“
Модернизация 1918 – 1921 г.
На 2 декември 1918 г. „Рипалс“ е поставен в док в Портсмътската корабостроителница, където до 1 януари 1921 г. продължава неговата модернизация, струваща на хазната 860 684 фунта стерлинги. Усилена е защитата – заменен е броневият пояс, усилени са палубите, от 31 до 292 шпангоут са поставени допълнителни противоторпедни були. Те се делят от първата надлъжна преграда на горна и долна части. Втора преграда дели горната част допълнително на вътрешна и външна части. Тази преграда дели долната част на булите от 142 до 248 шпангоут. И горната, и долната вътрешни части са запълнени с тръби, запоени по двата края. При попадение на торпедо това трябва да обезпечи допълнителна плаваемост. За да не се повреждат булите от стиковащи се лодки, на тях, на три места по всеки борд, са монтирани релси. Ширината на кораба при това нараства до 30,8 м, което води до удължаване на стрелите на крановете с 1,2 м.
На горната палуба са поставени четири двутръбни торпедни апарата – една двойка между комина и гротмачтата, втората пред среза на полубака. Поставени са и три 9,14-м далекомера – в кули „А“ и „Y“ и на бронирания пост за управление на стрелбата на бойната рубка. В кула „Y“ 9,14-м далекомер заменя 4,57-м, а на останалите места като допълнение към стария 4,57-м далекомер. Всички погреби за боезапаса получават допълнителна топлоизолация и система за климатизация на въздуха.
Палубата на полубака до шпиловете и горната палуба от среза на полубака са затворени с дървена настилка. Също е поставена допълнителна радиорубка между комините. Адмиралският мостик е разширен и удължен към кърмата, с поставяне на него на допълнителни сигнални и наблюдателни постове. На гротмачтата е поставена брам-стенга.
В хода на модернизацията ръстът във водоизместимостта съставя около 4500 т, но за сметка на разширението на бордовите були газенето нараства само с 0,3 м.
Ремонти 1922 – 1924 г.
През 1922 г. са свалени два 914-мм прожектора от задните постове на кърмовия комин. В хода на ремонта, периода ноември – декември 1924 г. са поставени четири едностволни 102-мм/45 зенитни оръдия Mk. V на лафети Mk. NI вместо двете 76-мм оръдия, стоящи по бордовете на комина, и двете 102-мм оръдия Mk.lX в носовата част спардека.
Текущ ремонт от ноември 1925 до юли 1926 г.
През 1925 г. за плаването на принца на Уелс в Южна Африка и Южна Америка за него и свитата му между комините са съоръжено допълнително помещение. В хода на ремонта 1925 – 1926 г. то е демонтирано. Освен това, са свалени фор-марс-стенгата и реята на предавателната антена. Стойката на главната предавателната антена при това е пренесена в задната част на фор-марса. Изменена е планировката на мостика, и на фор-марса е поставен пост за управление на зенитния огън.
Модернизация от април 1933 до май 1936 г.
Провежда се в Портсмът. В процеса на модернизацията е усилена хоризонталната защита. Демонтиран е кърмовия брониран пост за управление на стрелбата. Други изменения в бронирането не са провеждани поради липса на резерв от водоизместимост. За компенсация на ръста на водоизместимостта са премахнати тръбите от булите, а самите були леко са преправени в краищата и е усилена тяхната горна част.
Поставено е авиационно въоръжение – хангари отстрани на комина и напречен неподвижен катапулт D-II-Н. Освен всичко останало, са свалени подводните торпедни апарати, с преоборудване на отсеците за тях в килери.
Вместо тристволната 102-мм установка, свалена заради катапултите, на платформи на кърмовата надстройка встрани от гротмачтата са поставени зенитки 102-мм/45 Mk. XV в две междупалубни двустволни установки Mk. XVIII. Променено е разположението на четирите налични 102-мм зенитки: две са поставени на покривите на хангарите отстрани на комина, а другите две встрани от носовия комин, на специално направени за това спонсони на палубата на полубака. Усилено е и зенитното въоръжение с близък радиус на действие, с два осемстволни 40-мм установки „пом-пом“ Mk. VI. Те са разположение на площадки на платформата на бойната рубка отстрани на комина. На етаж над „пом-помите“ са поставени две 4-стволни зенитни картечници „Викерс“ Mk. II* на лафети Mk. IH.
Обновен е съставът на приборите за управление на зенитната стрелба. Модернизиран е наблюдателният зенитен пост на фор-марса, и над него е направен открит наблюдателен пост. За управление на зенитната артилерия с голям радиус на действие на фор-марса е поставен пост за управление на зенитната стрелба HACS Mk. II, а на кърмовата надстройка е монтиран пост HACS Mk. I*. За управление на „пом-помите“ на фор-марса, побордно, са поставени два поста Mk. I*.
На компасната платформа с малко е увеличена площта на самата компасна площадка, а на крилата на платформата са монтирани по един визьор система „Евершед“ (на английски: „Evershed“). Далекомерите с база 2,74 м са пренесени на долния мостик, а на тяхно място са поставени два далекомера с база 3,65 м.
Долният мостик е разширен и снабден с крила, на които и са пренесени далекомерите и два 914-мм прожектора от сигналната платформа. Както вече се каза, в задната част на сигналната платформа са направени платформи за четирицевните 12,7-мм картечници, а 914-мм прожектори са пренесени на долния мостик. Вместо двойката сигнални 610-мм прожектори са поставени четири 457-мм.
Платформата на бойната рубки за монтирането на „пом-помите“ е продължена към кърмата, така че тя достига до покривите на авиационните хангари, образувайки обща окачена палуба. На нея между комините е оборудвана лодъчна работилница, където се съхраняват и резервните части за хидросамолетите.
Вместо старите прожекторни постове на кърмовия комин са монтирани две нови платформи с 914-мм прожектори и постове за тяхното управление.
На кърмовата надстройка, освен направените крила на спардека за 102-мм двуцевки, откритият ходови мостик е продължен към носа до гротмачтата и е свален зенитния далекомер от поста за управление на стрелбата на 102-мм противоминни оръдия.
Лодките от палубата на полубака са пренесени на покрива на направените хангари. При това е направена замяна на старите парни катери с нови моторни. От гротмачтата е свалена товарната стрела, и вече всички функции по работите с плаващите средства са дадени на самолетните кранове.
Всичко модернизацията на „Рипалс“ струва 1 377 748 фунта стерлинги. На изпитанията от 31 януари 1936 г. крайцерът развива 28,36 възела при мощност от 112 400 к.с. (83,82 МВт).
Ремонт 1938 – 1939 г. в Портсмът
„Рипалс“ е планирано да се използва като кралска яхта за пътешествието на кралското семейство със свитата им в Канада и за тяхното настаняване искат да преоборудват каютите на старшите офицери, а вместо кърмовата тристволна 102-мм установка да се направи площадка за разходки. Обаче в крайна сметка се отказват от използването на „Рипалс“ за воаяжа и за това се ограничават с текущ ремонт със замяна на зенитното въоръжение. Вместо експерименталните 102-мм двуцевки са поставени две 102-мм зенитни оръдия Mk. V на лафетите Mk. IV. На платформата за управление на противоминните оръдия на гротмачтата са поставени две четирицевни 12,7-мм картечници. Ремонтът е завършен през април 1939 г.
Изменения в състава на въоръжението в годините на войната
През есента на 1940 г. вместо кърмовата тристволна 102-мм установка на спардека е поставен 8-стволен „пом-пом“.
През август 1941 г., по време на ремонта в Розайт, са поставени осем едностволни 20-мм „ерликона“ и са заменени износените стволове на четирите 102-мм зенитки. За управление на стрелбата на главния калибър е поставена РЛС за управление на стрелбата на главния калибър Тип 284.
През септември 1941 г. е планирано изпращането на „Рипалс“ в САЩ за модернизация с усилване на зенитното въоръжение и поставяне на нови РЛС. Точният план за модернизация не е известен, тъй като вместо нея корабът е изпратен в Далечния Изток. Предположително плановете са да се свалят всички 102-мм тристволни и едностволни установки, като се заменят със седем сдвоени установки на 102-мм оръдия Mk. XVI, и поставянето на три РЛС за управление на зенитния огън Тип 282 и три Тип 285.

### „Ринаун“
Ремонт от ноември 1920 до септември 1921 г.
„Ринаун“ е избран за плаването на принца на Уелс в Азия, за това модернизацията по пример на „Рипалс“ временно е отложена. По време на подготовката за плаването, освен текущия ремонт, от крайцера е свалена 102-мм установка № 5, а платформата, на която стои установка № 4, е продължена към кърмата, така че се образува навес над мястото на бившата установка № 5. Сложен е дървен настил на горната палуба от среза на полубака в кърмата, на палубата на полубака и надстройката. 4,57-м далекомер на кула „Y“ е заменен с нов 9,14-м. Във въртящия се брониран пост за управление на стрелбата на бойната рубка допълнително е поставен 6,09-м далекомер. Около кърмовия комин са оборудвани нови помещения за разполагане на свитата. От оръдейните кули са свалени самолетните площадки. Ремонтът струва на хазната 276 256 фунта стерлинги.
Модернизация от май 1923 до август 1926 г. в Портсмът
Замислената модернизация започва едва през 1923 г. Както е описано по-рано, кардинални изменения има в бронирането, със замяна на пояса и усилване на хоризонталната защита. Поставените були се различават по конструкция от поставените на „Рипалс“ и с кухи тръби са запълвани само участъците срещу погребите.
Макар поставянето на два четиритръбни палубни торпедни апарата да е планирано, в крайна сметка се отказват от него. Върната е на нейното място тристволната 102-мм установка № 5. Двете 76-мм зенитки и две 102-мм оръдия Mk. IX са свалени от спардека, заменяйки ги с четири 102-мм/45 зенитки Mk. V на едностволните лафети Mk. NI.
На покрива на фор-марса е разположен пост за управление на зенитния огън. Свалени са от фор-марс-стенгата и реята на предавателната антена. Главната предавателна антена е закрепена на кърмовата част на фор-марса. От задните постове на кърмовия комин са свалени два 914-мм прожектора.
Общата сметка на работите съставя 979 927 фунта стерлинги.
Ремонт 1931 – 1932 г.
Ремонтът се провежда в Портсмът и завършва през юни 1932 г. По време на ремонта е усилено зенитното въоръжение. За разполагането на двата осемстволни 40-мм автомата „пом-пом“ платформата на бойната рубка е продължена към кърмата, обаче автоматите не стигат, и е монтирана само една установка Mk. V с пост за управление по десния борд. Освен това, на покрива на фор-марса е поставен зенитният пост HACS Mk. I за управление на 102-мм зенитки. От кърмовия комин са свалени двата прожекторни поста.
Ремонт 1933 г.
Свалена е 102-мм установка № 3, и на нейно място е поставен самолетен катапулт. Поставена е 40-мм установка Mk. V по левия борд, но без пост за управление. Над „пом-помите“ са монтирани две четирицевни 12,7-мм зенитни картечници.
Модернизация от септември 1936 до 2 септември 1939 г.
Крайцерът е подложен на основна модернизация, аналогична на проведената върху линейния кораб „Уорспайт“. Обновена е енергетичната установка, усилено е палубното брониране, модифицирана е артилерията на главния калибър и напълно е заменена спомагателната.
381-мм кули са демонтирани и изпратени за модернизирането им до нивото на Mk. I*(N) с увеличаване на ъгъла на възвишение до 30°. Бронираният въртящ се купол от бойната рубка е пренесен на кърмовата надстройка. На неговото място е оборудван нов командно-далекомерен пост за управление на стрелбата на главния калибър. Всичко на „Ринаун“ вече има един 9,14-м далекомер на кула „В“ и четири 4,57-м далекомера – в кули „А“ и „Y“ и по един на носовия и кърмовия постове за управление на главния калибър.
Вместо старите 102-мм оръдия са поставени 20 114-мм оръдия Mk. I – III в 10 двустволни „междупалубни“ установки Mk. I. Те са разположени на две групи – по всеки борд на спардека по три в носа и по две в кърмата. Всички установки могат да водят огън по борда, но към кърмата могат да стрелят ограничен брой оръдия, а стрелбата право по носа е практически невъзможна. За новите оръдия е необходим увеличен боезапас, което изисква по-голям обем погреби. Място за тях намират за сметка на освобождаването на обема, заеман от енергетичната установка.
Зенитното въоръжение е допълнено с три осемстволни 40-мм установки „пом-пом“ Mk. VI – две стоят на издигнати платформи между комините, а една е в кърмовата част на спардека. Освен тях, във въоръжението влизат четири четирицевни 12,7-мм картечници – по два в носовата и кърмовата части на спардека.
Накрая са свалени и подводните торпедни апарати и са поставени осем надводни 533-мм торпедни апарата – по две тръби в района на кърмовия комин и гротмачтата. Самолетният катапулт е заменен с нов от типа D-III-H, и са монтирани хангари за самолетите.
Водоизместимостта за модернизацията е взета за сметка на замяната на енергетичната установка с нова. От това са икономисани около 2800 т. Двете носови котелни отделения са освободени от котлите и там са разположени спомагателните котли, погребите за носовата група 114-мм оръдия, изчислителния пост на системите за управление на зенитните оръдия и гориво.
В четирите останали котелни отделения са разположени осем нови триколекторни котела „адмиралтейски“ тип. Котлите с работно налягане 28 атм. вместо предишните 20 са разположени по два в отделение, при това по диаметралната плоскост те са допълнително отделени един от друг с надлъжна водонепроницаема преграда. За сметка на по-голямата компактност е поставена по бордовете от котлите на допълнителна 19-мм преграда. Образуваните така допълнителни отсеци увеличават ефективността на противоторпедната защита и могат да се използват за съхранение на гориво и прясна вода.
Вместо турбини с пряко задвижване на валовете са поставени нови турбозъбчати агрегати. Те са по-компактни, и турбините с редукторите се събират в машинно отделение № 1. За увеличаване на живучестта му то е разделено от напречна преграда на две: в предното стоят турбините, в задното – редукторите. Машинно отделение № 2 е освободено от оборудването и в него са разположени погребите за кърмовата група 114-мм оръдия. Надлъжните прегради, разделящи машинните отделения, е сменен материала, който вече е стомана марка „D“.
Напълно е обновено спомагателното оборудване, заменени са турбогенераторите и са поставени нови дизел-генератори, хидравлични помпи и електромотори. Трансмисиите там, където това е възможно, са заменени с електрически. Преправена е водоотливната система, с поставянето на седем помпи с производителност по 350 м/ч всяка.
Силно е променен външният вид на крайцера. Всички надстройки са свалени и изпълнени отново. Спардекът е разширен до ширината на корпуса, което облекчава разполагането на зенитната артилерия. За сметка на намаляването на броя на котелните отделения двата комина са преместени към кърмата. Те стават по-високи, по-широки и сплеснати отстрани. Носовата надстройка е преместена напред към носа. Тя е масивна и с ъгловата форма, напомняща тази на „Уорспайт“. Тежката бойна рубка е свалена, обшита с листа стомана с дебелина 19 – 38 мм е само щурманската рубка и разположените в съседство помещения на шифровчиците. Освен това, с противоосколъчна броня са прикрити само постовете за управление на главната и спомагателната артилерия.
Напълно са заменени системите за управление на огъня и радиотехническото оборудване. За управление на огъня на 114-мм оръдия са поставени четири комбинирани поста. В състава на всеки влиза зенитен пост HACS Mk. IV и пост за водене на залпов огън по надводни цели адмиралтейски тип AFCC Mk. VII. Един за всички е директорът целеуказател HA/LA. Нови постове за управление получават „пом-помите“. Напълно е заменено радиооборудването, с поставянето на 6 предаващи и 7 приемащи станции и устройства за УКВ връзка. Поставен е съвременен средночестотен пеленгатор от типа FM-2 с рамковидни антени на предната стена на мостика и ново метеооборудване.
Заменено е прожекторното оборудване, с поставянето на шест 112-см прожектора. Също има четири 61-см и четири сигнални 25,4-см прожектора.
От 10 до 15 май 1939 г. се провеждат ходовите изпитания, в хода на които в плитководието крайцерът показва скорост 29,93 възела при мощност 120 560 к.с. (89,97 МВт) и водоизместимост 32 800 т. Според разчетите в дълбоки води скоростта би била с 0,75 възела по-висока. В последващата експлоатация крайцерът достига 30,1 възела при водоизместимост от 34 800 т. Стойността на модернизацията е 3 088 008 фунта стерлинги.

#### Изменения в състава на въоръженията в годините на войната
от 18 август 1941 до 31 октомври 1941 г., Англия
Поставени са опори под стойките на гротмачтата. Зенитното въоръжение е усилено, добавяйки шест 20-мм „ерликона“. Поставени са две РЛС тип 285 на постовете за управление на зенитния огън, една РЛС тип 284 на носовия командно-далекомерен пост на главния калибър, вместо кърмовия „пом-пом“ са поставени три поста за управление на заградителния огън с РЛС тип 283 на всеки. Монтирани са РЛС за откриване на надводни цели типове 281 и 273. Антените за първата стоят на върховете на мачтите, а на втората – на звездата на фокмачтата. На челната част на надстройката е поставен средночестотен пеленгатор от типа РМ-2. На долния мостик са поставени два далекомера с база 2,74 м.
към есента на 1942 г.
Свалени са всички 12,7-мм картечници. Добавени са десет едностволни 20-мм „ерликона“.
от 22 февруари 1943 г. до 9 юни 1943 г.
Свалено е цялото авиационно оборудване. Лодките и катерите от хангарите са свалени на мястото, освободено от премахнатия катапулт. Добавени са три едностволни и 13 сдвоени „ерликона“.
декември 1943 – януари 1944 г., ремонт в Розайт
На покрива на кула „В“ е поставен четирицевен 40-мм „пом-пом“. Намиращите се там 20-мм автомати са пренесени на друго място. Добавени са пет едностволни и седем двойни „ерликона“.
от декември 1944 до 21 февруари 1945 г., Дърбан
Добавени са два едностволни „ерликона“. Свалени са още два 112-см прожектора от кърмовата надстройка. Вместо РЛС тип 284 е поставена РЛС тип 285, довеждайки броя им до три.
април 1945 г., Англия
Свалени са 533-мм торпедни апарати.
май 1945 г., Англия
Свалени са всичките шест 114-мм установки на носовата група.

## Строителство
| Име                    | Корабостроителница                         | Залагане          | Спуск на вода    | Влизане в строй      | Съдба                                                                 |
| ---------------------- | ------------------------------------------ | ----------------- | ---------------- | -------------------- | --------------------------------------------------------------------- |
| „Ринаун“ (HMS Renown)  | Fairfield, Говън                           | 25 януари 1915 г. | 4 март 1916 г.   | 20 септември 1916 г. | Разкомплектован за метал във Фаслейн, 1948 г.                         |
| „Рипалс“ (HMS Repulse) | John Brown & Company, Клайдбанк, Шотландия | 25 януари 1915 г. | 8 януари 1916 г. | 18 август 1916 г.    | Потопен от японската авиация в боя при Куантан на 10 декември 1941 г. |

Най-вероятно поради липсата на поддръжката на Фишър, строителството се забавя спрямо планираното с няколко месеца. Обаче все пак срокът за построяване на кораби с такива размери е рекорден, особено отчитайки реалностите на военното време. Двата кораба са готови през лятото на 1916 г. „Рипалс“ по време на изпитанията, през август 1916 г., при водоизместимост 29 900 т успява да развие 31,7 възела, което частично се оправдава с бурното море по време на изпитанията. „Ринаун“, през септември 1916 г., при водоизместимост от 27 900 т, е по-близък до проекта, достигайки скорост от 32,6 възела..

## История на службата

### „Рипалс“
В годините на Първата световна война „Рипалс“ влиза в състава на Гранд Флийт. Единственото сражение, в което участва, е сражението в Хелголандския залив от 17 ноември 1917 г., в хода на което британците планират да ударят по германските минно-трални сили, прикрити от миноносци и леки крайцери. Сражението се свежда до преследване от британците на германските кораби. „Рипалс“ влиза в състава на далечното прикритие на британските сили, обаче е изпратен в усилване на атакуващата група. Благодарение на високата скорост на линейния крайцер той настига противника и открива огън по него. „Рипалс“ постига едно попадение с 381-мм снаряд в крайцера „SMS Königsberg“ („Кьонигсберг“) при оттеглянето, когато британците решават да не влизат в престрелка с двата пристигнали германски дреднаута.
На 12 декември 1917 г. „Рипалс“ се сблъсква с линейния крайцер „Австралия“, но повредите са минимални. След края на Първата световна война крайцерът влиза в състава на ескадрата линейни крайцери на Атлантическия флот. Във времето между продължителните модернизации той участва в няколко дипломатически мисии. От ноември 1923 до септември 1924 г., заедно с линейния крайцер „Худ“ и четири леки крайцера, прави поход до Австралия. От юни 1936 до август 1938 г. се намира в състава на Средиземноморския флот, едва през пролетта на 1937 г. връщайки се в Англия за участие в тържествата на Спитхедския рейд в чест на коронацията на Джордж VI.
Началото на Втората световна война заварва „Рипалс“ в Скапа Флоу в състава на ескадрата линейни крайцери на Флота на метрополията. В началото на октомври „Рипалс“ участва в опита за прихващане на забелязания от авиацията германски линкор „Гнейзенау“. Оставайки в Северно море, е зает с прикритието на конвоите с желязна руда от Нарвик за Англия. В началото на декември 1939 г. ескортира конвоите с войски от Канада за Европа. В периода април – юни 1940 г. взема участие в норвежката кампания на британския флот, но не участва в бойните действия.
Опитът от норвежката кампания показва, че зенитното въоръжение на крайцера е недостатъчно, и за него в решено да се използва в тези райони, където заплахата от нападения на авиация ще бъде сведена до минимум. От края на 1940 г. „Рипалс“ се занимава основно със съпровождането на конвои в централния и южния Атлантик. През септември 1941 г. отплава за Далечния Изток с конвоя WS-11. На 28 ноември в Коломбо, заедно с линкора „Принс оф Уелс“, влиза в състава на съединение „Z“. На 2 декември 1941 г. двата кораба се насочват за Сингапур. С началото на военните действия командващия източния флот, адмирал Филипс, решава да изпрати съединението за прихващане на японския конвой с войски за превземането на Малая. „Принс оф Уелс“, „Рипалс“ и четири разрушителя отплават от Сингапур на 8 декември в надеждата да прихванат конвоя в утрото на 10 декември.
Съединение „Z“ е засечено от японците и в утрото на 10 декември при Куантан е подложено на няколко последователни атаки на бреговата авиация. Британското съединение плава със скорост от 25 възела. В хода на първата атака „Рипалс“ получава само едно попадение от 250-кг бомба в покрива на хангара, което не причинява особени повреди. Втората и третата атаки са безрезултатни. В хода на четвъртата атака на торпедоносците крайцерът се отклонява минимум от 19 торпеда, но едно от тях все пак уцелва левия борд малко зад кърмовия комин. Независимо от повредите, крайцерът съхранява управляемост и може да поддържа ход от 25 възела. В хода на петата атака японските торпедоносци захождат от различни страни и постигат четири попадения. Първото торпедо уцелва левия борд в района на кула „Y“. От сътресението е заклинен рулят и крайцерът губи управляемост. В резултат „Рипалс“ получава още три попадения: едно в десния борд в района на котелните отделения и още две в левия – в района на машинното отделение и нататък към кърмата от кула „Y“. Крайцерът започва да се накренява и 8 минути след първото попадение се преобръща през левия борд и потъва. Заедно с кораба отиват на дъното 427 от 1309 членове на екипажа. Координатите на гибелта на крайцера са 3°45′ с. ш. 104°24′ и. д. / 3.75° с. ш. 104.4° и. д..

### „Ринаун“
В годините на Първата световна война „Ринаун“ влиза в състава на Гранд Флийт. Дейността му основно се свежда до редки, обикновено учебни, излизания в морето.
В междувоенния период „Ринаун“ се намира в състава на ескадрата линейни крайцери на Атлантическия флота, извършвайки походи като кралска яхта, прекъсвани от постоянни ремонти и модернизации. Веднага след края на Първата световна „Ринаун“ е използван като кралска яхта за визитите на Принца на Уелс в чужбина, извършвайки три продължителни похода. От август до декември 1919 г. той извършва плаване в Северна Америка, от март до ноември 1920 г. – в Австралия, и от октомври 1921 до юни 1922 г. – в Индия. През 1927 г. крайцерът има визита в Австралия с бъдещия крал Джордж VI на борда.
На 22 януари 1935 г., по време на провеждането на учения, „Ринаун“ се сблъсква с линейния крайцер „Худ“. Огледът в дока показва значителни повреди в носовата част и пукнатини във форщевена. Крайцерът влиза за няколко месеца за спешен ремонт.
От януари до май 1936 г. крайцерът влиза в състава на Средиземноморския флот, връщайки се след това за тригодишна модернизация в метрополията.
Модернизацията на „Ринаун“ е завършена ден преди влизането на Великобритания във войната. В края на септември крайцерът влиза в състава на ескадрата линейни крайцери на Флота на метрополията. На 26 септември, по време на излизането на флота в Северно море, „Ринаун“ е атакуван от германски бомбардировачи от състава на X авиокорпус.
За борба с германските рейдери съюзниците образуват няколко издирвателно-ударни групи. През октомври „Ринаун“, заедно със самолетоносача „Арк Роял“, влиза в състава на Съединение K, базиращо се във Фрийтаун. Групата се занимава в Южния Атлантик с издирването на „джобния линкор“ „Адмирал граф Шпее“. След получаването на известието за прехода на „Шпее“ в Индийския океан крайцерът е преведен в състава на Съединение H, базиращо се в Кейптаун. На 2 декември 1939 г. в района на Нос Добра Надежда „Ринаун“ прехваща немския лайнер „Vatussi“. Сваляйки неговия екипаж, крайцерът го потопява с няколко залпа на кула „В“.
В края на 1939 г. „Ринаун“ се връща в Англия. През февруари 1940 г. отново действа заедно с „Арк Роял“. Съединението от 16 февруари до 3 март 1940 г. се занимава с прихващането на германски търговски съдове, плаващи от испанския порт Виго за Германия. От шест съда четири са прихванати, а един се разбива при бреговете на Норвегия.
През април 1940 г. „Ринаун“ взема участие в Норвежката компания. На 9 април 1940 г., западно от Лофотенските острови, в условията на щорм влиза в престрелка с немските линкори „Шарнхорст“ и „Гнейзенау“. За времето на боя крайцерът изстрелва 230 381-мм и 1065 114-мм снаряда, постигайки 1 попадение с 381-мм снаряд и на две от 114-мм снаряди. Самият „Ринаун“ получава в отговор две попадения, но снарядите не детонират, а за това и повредите не са сериозни.
От април до май 1940 г. крайцерът провежда ремонт на повредите и последствията от щорма. След завършването на ремонта успява да участва в завършека на норвежката компания. В периода 8 – 10 юни 1940 г. „Ринаун“, заедно с „Рипалс“, безуспешно опитват да прехванат „Шарнхорст“ и „Гнейзенау“.
През август 1940 г. е преведен в Гибралтар в състава на образуваното съединение „H“. На 25 септември 1940 г., намирайки се в базата, попада под нападението на около 60 френски бомбардировача. Това е отговора на правителството на Виши за нападението на Мерс ел-Кебир. „Ринаун“ не получава повреди.
В началото на ноември 1940 г. „Ринаун“ е привлечен за лов на друг немски рейдер – „Адмирал Шеер“. От 15 до 20 ноември съпровожда стария самолетоносач „Аргус“, занимаващ се с прехвърляне на самолети за Малта. В края на ноември участва в провеждането на конвой от Гибралтар за Александрия (операция „Колар“). В хода на операцията на 27 ноември 1940 г. при нос Спартивенто влиза в безрезултатна престрелка с италиански кораби. Във втората половина на декември отново излиза в Атлантика в състава на съединение „H“. На 24 декември се занимава с прикритието на прехода на два транспорта от Малта за Гибралтар, а след това излиза в Атлантика в търсене на следващия немски рейдер – тежкия крайцер „Адмирал Хипер“. Попадайки в жесток щорм, е принуден да прекрати операцията.
През 1941 г. характерът на операциите на „Ринаун“ не се променя. Базирайки се в Гибралтар, той участва в операциите на флота в Източното Средиземноморие, периодично извършвайки излизания в Атлантика за прехващане на германските рейдери. В началото на януари 1941 г. крайцерът прикрива конвоя „Екцес“ за Малта, а в началото на февруари в състава на съединение „H“ извършва набег срещу Генуа.
През март 1941 г. в Атлантика проникват „Шарнхорст“ и „Гнейзенау“, и „Ринаун“ се занимава с прикритието на конвоите на прехода между Гибралтар и Сиера Леоне. В началото на май участва в операция „Тайгър“ – провеждането на поредния конвой за Малта. На 8 май „Ринаун“ е подложен на няколко атаки от италиански торпедоносци. Атаките са безуспешни, но поради отказ на блокировача на 114-мм кула № 3 по левия борд, тя изстрелва два снаряда по кула № 2. Пет души са убити мигновено, още един умира от раните си по-късно, 22 души са ранени. За изключване на възможността от повторение около 114-мм кула са поставени специални скоби, блокиращи преместването на стволовете по посока съседните кули.
От 19 до 22 май „Ринаун“ участва в следващата операция за провеждане на малтийски конвой – „Сплайс“. На 24 май съединение „H“ излиза в Атлантика за прехващане на германския линкор „Бисмарк“ и тежкия крайцер „Принц Ойген“. От самолетите на „Арк Роял“ „Бисмарк“ е повреден и забавя ход, а по-късно е довършен от линкорите „Родни“ и „Кинг Джордж V“. Самият „Ринаун“ не участва в боя.
След това крайцерът участва в няколко операции по прехвърляне от самолетоносачите на изтребители към Малта – от 5 до 7 юни „Рокет“, от 13 до 14 юни „Трейсър“ и от 26 юни до 1 юли „Рейлуей“. От 21 до 24 юли 1941 г. се занимава със съпровождането на конвоя „Събстенс“, а в началото на юли – „Стайл“.
Булите на „Ринаун“ текат по цялата дължина, неговите машини също се нуждаят от ремонт, за това крайцерът е изпратен в метрополията. Ремонтът продължава от 18 август до 31 октомври 1941 г. След края на ремонта „Ринаун“ е оставен в състава на флота на метрополията. През март 1942 г. се занимава с далечно прикритие на два насрещни арктически конвоя – PQ-12, плаващ за СССР, и обратния QP-8.
Временно е включен в състава на съединение „W“, включващо американския самолетоносач „Уосп“. Съединението от 14 до 27 април и от 9 до 15 май се занимава с прехвърлянето на изтребители „Спитфайър“ в Малта. След завършване на операцията „Ринаун“ се връща в Атлантика и, базирайки се в Рейкявик, прикрива атлантическите конвои. През ноември се връща в състава на съединение „Н“ и прикрива десанта на съюзните войски в Африка, в рамките на операция „Торч“.
От 22 февруари до 9 юни 1943 г. преминава ремонт в Розайт. През септември 1943 г. „Ринаун“ превозва от Канада за Англия Уинстън Чърчил, който участва на Квебекската конференция. Есента на 1943 г. е прието решението да се прехвърли крайцера в Индийския океан, преди което той е поставен за ремонт в Розайт за усилване на зенитното въоръжение. На 27 януари 1944 г. „Ринаун“ пристига в Коломбо и става флагман на Източния флот.
Крайцерът съпровожда самолетоносачите в техните рейдове по японските бази. На 19 април 1944 г. е нанесен удара по Сабанг, на 17 май по Сурабая и на 21 юни по Порт Блеър. „Ринаун“ участва в обстрела на японските укрепления на 30 април и 1 май в Порт Блеър и на 25 юли по Сабанг. През октомври крайцерът се занимава с прикритието на самолетоносачите, атакуващи Никобарските острови.
През декември 1944 г. „Ринаун“ влиза за ремонт в Дърбан. Ремонтът продължава до февруари 1945 г., след което крайцерът се връща в Коломбо. Британците се опасяват от пробив на германския флот от Балтика към Северно море, и на 30 март 1945 г. „Ринаун“ е срочно отзован в метрополията. За 306 часа ход той изминава 7642 мили, пристигайки в Скапа Флоу на 14 април 1945 г. Средната скорост на ход при прехода съставя 25 възела. В състава на флота на метрополията крайцерът сменя в качеството на флагман линкора „Родни“. След края на войната в Европа „Ринаун“ започва да се подготвя за модернизация, но след края на войната с Япония се отказват от нея. На 3 август 1945 г. крал Джордж VI приема на борда на крайцера президента на САЩ Труман, завръщащ се в САЩ от Потсдамската конференция.
С края на военните действия „Ринаун“ е подготвян за списване. Към края на 1945 г. екипажът на кораба е само 40% от щата. През октомври 1946 г. крайцерът е преведен в резерва, през юли 1948 г. е продаден за скрап и на 3 август е отбуксиран за разкомплектоване във Фаслейн.

## Оценка на проекта
| Сравнителни характеристики на линейните крайцери от времето на Първата световна война | Сравнителни характеристики на линейните крайцери от времето на Първата световна война | Сравнителни характеристики на линейните крайцери от времето на Първата световна война | Сравнителни характеристики на линейните крайцери от времето на Първата световна война | Сравнителни характеристики на линейните крайцери от времето на Първата световна война | Сравнителни характеристики на линейните крайцери от времето на Първата световна война |
|                                                                                       | „Дерфлингер“                                                                          | „Тайгър“                                                                              | „Ринаун“                                                                              | „Конго“                                                                               |                                                                                       |
| ------------------------------------------------------------------------------------- | ------------------------------------------------------------------------------------- | ------------------------------------------------------------------------------------- | ------------------------------------------------------------------------------------- | ------------------------------------------------------------------------------------- | ------------------------------------------------------------------------------------- |
| Страна                                                                                | Германска империя                                                                     | Обединено кралство Великобритания и Северна Ирландия                                  | Обединено кралство Великобритания и Северна Ирландия                                  |                                                                                       |                                                                                       |
| Година на залагане/влизане в строй                                                    | 1912/1914                                                                             | 1912/1914                                                                             | 1915/1916                                                                             | 1911/1913                                                                             |                                                                                       |
| Размери, м                                                                            | 210×29×9,2                                                                            | 214,6×27,6×8,7                                                                        | 242×27,4×7,9                                                                          | 214,5×28×8,4                                                                          |                                                                                       |
| Водоизместимост, т нормална (пълна)                                                   | 26 600 (31 200)                                                                       | 28 430 (35 710)                                                                       | 26 416 (32 100)                                                                       | 27 500 (32 000)                                                                       |                                                                                       |
| Разчетна скорост на хода, въз. номинална мощност, к.с. (МВт)                          | 26,5 63 000 (47,0)                                                                    | 28 85 000 (63,4)                                                                      | 32 120 000 (89,5)                                                                     | 27,5 64 000 (47,7)                                                                    |                                                                                       |
| Скорост на хода максимална, въз. форсирана мощност, к.с. (МВт)                        | 25,5 76 634 (57,2)                                                                    | 29,07 104 635 (78,0)                                                                  | 32,58 126 300 (94,2)                                                                  | 27,54 78 275 (58,4)                                                                   |                                                                                       |
| Котли                                                                                 | 18                                                                                    | 39                                                                                    | 42                                                                                    | 36                                                                                    |                                                                                       |
| Далечина на хода, мили при скорост на хода, възела                                    | 5600 (14)                                                                             | 4650 (10)                                                                             | 4550 (15)                                                                             | 8000 (14)                                                                             |                                                                                       |
| Екипаж, души                                                                          | 1112                                                                                  | 1109                                                                                  | 1043                                                                                  | 1201                                                                                  |                                                                                       |
| Стойност, млн. златни рубли                                                           | 28                                                                                    | 21                                                                                    |                                                                                       |                                                                                       |                                                                                       |
| Дебелина на бронята, мм                                                               |                                                                                       |                                                                                       |                                                                                       |                                                                                       |                                                                                       |
| Пояс                                                                                  | 300                                                                                   | 229                                                                                   | 152                                                                                   | 203                                                                                   |                                                                                       |
| Чело на кулите                                                                        | 270                                                                                   | 229                                                                                   | 229                                                                                   | 229                                                                                   |                                                                                       |
| Барбет                                                                                | 260                                                                                   | 229                                                                                   | 179                                                                                   | 254                                                                                   |                                                                                       |
| Рубка                                                                                 | 300                                                                                   | 254                                                                                   | 254                                                                                   | 254                                                                                   |                                                                                       |
| Палуба                                                                                | 50 – 80                                                                               | 76                                                                                    | 19+54                                                                                 | 57                                                                                    |                                                                                       |
| Въоръжение на (ГК)                                                                    |                                                                                       |                                                                                       |                                                                                       |                                                                                       |                                                                                       |
| Количество                                                                            | 4×2×305-мм                                                                            | 4×2×343-мм                                                                            | 3×2×381-мм                                                                            | 4×2×356-мм                                                                            |                                                                                       |
| Скорострелност, изстрела/минута                                                       | 2 – 3                                                                                 | 2                                                                                     | 1,5 – 2                                                                               | ?                                                                                     |                                                                                       |
| Маса на бронебойния снаряд, кг                                                        | 405,5                                                                                 | 635                                                                                   | 879                                                                                   | 673,5                                                                                 |                                                                                       |
| Начална скорост, м/с                                                                  | 855                                                                                   | 762                                                                                   | 749                                                                                   | 775                                                                                   |                                                                                       |
| Максимална далечина на стрелбата, м                                                   | 18 000 (13,5°)                                                                        | 21 710 (20°)                                                                          | 26 250 (22°)                                                                          | 25 000 (20°)                                                                          |                                                                                       |

Линейните крайцери от типа „Рипалс“ към момента на създаването им получават доста хладна оценка от британските моряци, подложени на критика поради недостатъчната им защитеност. Командващия на Гранд Флийта Бийти даже заявява, че се отказва да ги води в бой. Тези крайцери са построени по настояването на първия морски лорд Фишър и въплъщават неговата представа за това, какъв трябва да бъде линейния крайцер. При слаба защита и висока скорост те получават мощно въоръжение от добре представилите се 381-мм оръдия. Неприятният момент е това, че оръдията са само шест, а опитът от управлението на огъня показва, че оптималния брой на оръдията при пристрелката е осем.
Откровено неудачен е изборът на противоминния калибър. При връщането към 102-мм оръдия намалената маса на снаряда е решено да се компенсира с увеличаване на броя на стволовете, за което те са разположени в триоръдейни установки. Това позволява да се осигурят добри ъгли на обстрел за противоминната артилерия, обаче води до лоша повратливост на установките поради голямата им маса, а също и към проблеми със скорострелността, поради неудобството при зареждането на централното оръдие.
Скоростта на корабите не предизвиква оплаквания. В началото на кариерата им тя съставлява 32 възела, макар с годините да пада, както поради ръста във водоизместимостта, така и заради износването на механизмите. След модернизация, със замяна на механизмите, „Ринаун“ е способен да развие 30 възела. Цената за високата им скорост е голямата маса на силовата установка. Крайцерите могат да получат и котли с тънки тръбички и с по-високи параметри на парата и турбозъбчат агрегат, обаче поради бързането при проектирането и строежа е избрана и доработена консервативната силова установка на „Тайгър“. В крайна сметка масата ѝ надхвърля 6000 т. При това поради директното задвижване от турбините разходът на гориво е прекалено висок, и към далечината на плаване може да се желае повече. Определено оправдание може да е това обстоятелство, че крайцерите е планирано да се използват в Северно море, където голямата далечина не е необходима.
Най-слабото място на линейните крайцери от типа „Ринаун“ е тяхната защитеност. Ютландското сражение показва, че концепцията на Фишър да „настигаш и унищожаваш слабия, изплъзваш се на силния“ не работи в ескадрено сражение. По време на сражението, в боя с по-балансираните немски линейни крайцери, поради слабата си защитеност и избора на кордит в метателния заряд излитат във въздуха от взрив на боезапаса три британски линейни крайцера. Нивото на защитеност на най-новите линейни крайцери от типа „Ринаун“ е на нивото на първото поколение линейни крайцери, което е явно недостатъчно. Не е удивително, че още преди влизането им в строй хоризонталната им защита се налага да бъде усилена по спешност.
„Ринаун“ и „Рипалс“ влизат в строй в края на войната и не успяват както трябва да участват в боевете. С оглед тяхната проблемна защита е неизвестно каква би била тяхната следвоенна съдба, ако не беше Вашингтонското морско съглашение. Без възможност да строят нови бързоходни линкори, британците решават да модернизират наличните линейни крайцери. Броят на модернизациите и ремонтите им е толкова голям, че крайцерите в кралския флот получават шеговитите прякори „Преустройката“ и „Преправянето“.
Към началото на Втората световна война напълно е модернизиран само „Ринаун“. Крайцерът получава мощно зенитно въоръжение, нова енергетична установка. Бронирането е значително усилено, с увеличаване на дебелината на броневия пояс и палубите. На „Рипалс“ кардиналната модернизация не е направена, така че неговата модификация основно се заключава в усилване на бронирането. Двата крайцера получават удовлетворителна защита от 283-мм снаряди на немските „джобни линкори“ и спрямо линкорите от типа „Шарнхорст“ („дупката“ в защитата остава само тънката броня на барбетите.). Фактически именно тези кораби са основните противници на британския флот в морето. По скорост, освен „Худ“, те могат да бъдат настигнати само от „Рипалс“ и „Ринаун“, и неочаквано старите линейни крайцери стават доста полезни и практически незаменими в борбата с германските рейдери.
Но и след модернизацията крайцерите не стигат нивото на съвременните бързоходни линкори. По мерките на Втората световна война може да се желае повече и от противоторпедната защита. Недостатък на „Рипалс“ си остава слабостта в зенитното въоръжение. По ирония на съдбата, това служи за причина на превода на „Рипалс“ в Далечния Изток, който към онзи момент е второстепенен театър на бойните действия. В крайна сметка крайцерът загива под ударите на японската базова авиация.
| Характеристика                                       | „Дойчланд“                                                    | „Шарнхорст“                                                        | „Бисмарк“                                                     | „Дюнкерк“                                         | „Литорио“                                                          | „Конго“                                       | „Ринаун“                                             |
| ---------------------------------------------------- | ------------------------------------------------------------- | ------------------------------------------------------------------ | ------------------------------------------------------------- | ------------------------------------------------- | ------------------------------------------------------------------ | --------------------------------------------- | ---------------------------------------------------- |
| Страна                                               | Германска империя (1933 – 1945)                               | Германска империя (1933 – 1945)                                    | Германска империя (1933 – 1945)                               |                                                   | Италия                                                             | Япония                                        | Обединено кралство Великобритания и Северна Ирландия |
| Година на построяване (модернизация)                 | 1933                                                          | 1939                                                               | 1940                                                          | 1937                                              | 1940                                                               | 1913 (1935)                                   | 1916 (1939)                                          |
| Стандартна водоизместимост, т                        | 10 600                                                        | 32 100                                                             | 41 700                                                        | 26 500                                            | 40 724                                                             | 31 720                                        | 30 750                                               |
| Размери, Д×Ш×Г                                       | 188×20,7×7,3                                                  | 235,4×30×9,9                                                       | 248×36×8,7                                                    | 215,14×31,08×9,6                                  | 237,8×32,8×9,6                                                     | 222,5×29,3×9,7                                | 227,1×31,4×9,9                                       |
| Тип ЕУ                                               | дизел                                                         | ПТУ                                                                | ПТУ                                                           | ПТУ                                               | ПТУ                                                                | ПТУ                                           | ПТУ                                                  |
| Мощност на ЕУ, к.с./МВт                              | 56 800 42,4                                                   | 160 000 119,3                                                      | 138 000 102,9                                                 | 111 000 82,8                                      | 128 200 95,6                                                       | 136 000 101,4                                 | 110 000 82,0                                         |
| Максимална проектна скорост (на изпитанията), възела | 28                                                            | 31,5                                                               | 29                                                            | 29,5 (31,06)                                      | 30 (31,3)                                                          | 30 (30,5)                                     | 28                                                   |
| Далечина на плаване, мили (на скорост, възела)       | 19 000 (18)                                                   | 7100 (19)                                                          | 8525 (19)                                                     | 16 400 (17)                                       | 4700 (14)                                                          | 10 000 (18)                                   | 15 600 (10)                                          |
| Въоръжение                                           |                                                               |                                                                    |                                                               |                                                   |                                                                    |                                               |                                                      |
| Главен калибър                                       | 2×3 – 283-мм/52                                               | 3×3 – 283-мм/54,5                                                  | 4×2 380-мм/52                                                 | 2×4 330-мм/50                                     | 3×3 – 381-мм/50                                                    | 4×2 – 356-мм/45                               | 3×2 – 381-мм/42                                      |
| Спомагателна и зенитна артилерия                     | 8×1 – 150-мм/55 3×2 – 88-мм/76 4×2 – 37-мм/83 10×1 – 20-мм/65 | 4×2, 4×1 – 150-мм/55 7×2 – 105-мм/65 8×2 – 37-мм/83 8×1 – 20-мм/65 | 6×2 – 150-мм/55 8×2 – 105-мм/65 8×2 – 37-мм/83 8×1 – 20-мм/65 | 2×2, 3×4 – 130-мм/45 5×2 – 37-мм/60 8×4 – 13,2-мм | 4×3 – 152-мм/55 12×1 – 90-мм/50 8×2, 4×1 – 37-мм/54 8×2 – 20-мм/65 | 14×1 – 152-мм/50 4×2 – 127-мм/40 10×2 – 25-мм | 10×2 – 114-мм/45 3×8 – 40-мм/40 4×4 – 12,7-мм        |
| Торпедно                                             | 2×4 – 533-мм ТА                                               | —                                                                  | —                                                             | —                                                 | —                                                                  | —                                             | —                                                    |
| Авиационно                                           | 1 катапулт 2 самолета                                         | 1 катапулт 3 самолета                                              | 2 катапулта 4 – 6 самолета                                    | 1 катапулт 3 самолета                             | 1 катапулт 3 самолета                                              | 1 катапулт 3 самолета                         | 1 катапулт 2 самолета                                |
| Брониране, мм                                        |                                                               |                                                                    |                                                               |                                                   |                                                                    |                                               |                                                      |
| Борд                                                 | 80                                                            | 350                                                                | 320                                                           | 225 („Страсбург“ – 283)                           | 70+280+36+25                                                       | 203                                           | 229                                                  |
| Палуба                                               | 18+45                                                         | 50+80                                                              | 50+95                                                         | 130+40                                            | 45+102 – 162                                                       | 80 – 152                                      | 127 погреби 76 МКУ                                   |
| Рубка                                                | 140                                                           | 350                                                                | 350                                                           | 350                                               | 280                                                                |                                               | 76                                                   |
| Чело на кулите                                       | 140                                                           | 360                                                                | 360                                                           | 330                                               | 350                                                                | 229                                           | 229                                                  |
| Барбет                                               | 125                                                           | 350                                                                | 340                                                           | 310                                               | 350                                                                | 229                                           | 179                                                  |

## Коментари
1. ↑  Всички данни са приведени към момента на влизане в строй.
2. ↑  Тук и нататък под тонове се разбират дълги тонове, равни на 1016.4 кг, в които е прието да се измерва водоизместимостта в британското корабостроене.
3. ↑  Така е според източника. Аритметическата сума на отделните статии по теглото дава 18 900 д. т.
4. ↑  В британското корабостроене всички цифри за водоизместимостта се дават в дълги, английски тонове. Цифрите в тези колонки са предадени така, както са в източниците.
5. ↑  Разчетна, с коефициент 1,016047 и закръгление до цели числа.
6. ↑  Проектна или Legend load, от 1926 Load – непълен набор запаси и 1000 т нефт.
7. ↑  Light – без запаси и гориво.
8. ↑  Deep Load, с максимални запаси.
9. ↑  При Робъртс и Кофман модификацията на установките не е уточнена. Mk.I* се отличава от базовия вариант Mk.I с изменена система за подаване. По данни на Кемпбъл, на „Рипалс“ само една кула е Mk.I*, а двете други са от старата модификация Mk.I.
10. ↑  Такава схема за обозначаване е използвана в книгите на Робъртс, Барт и Кофман.
11. ↑  Тук и нататък, според текста на Кофман, погрешно е указана STS – Special Treatment Steel. Това е американска бронева стомана, която на британски кораби не се използва. Основният източник, използван от Кофман, е работата на Робъртс и Равън за линкорите от ВСВ. Материалът, където това е възможно, е даден според данните на Робъртс.
12. ↑  Литературен превод. Дословно Repair (ремонт) за „Рипалс“ и Refit (преоборудване) за „Ринаун“.
13. ↑  След модернизация.